# Dlife (BSデジタル放送)
Dlife（ディーライフ）は、かつてブロードキャスト・サテライト・ディズニー（BSディズニー）が運営していたテレビチャンネルの一つである。同局が放送する衛星基幹放送（BSデジタルテレビジョン放送）のメインサービス（代表サービス）に位置付けられていた。
直接受信のほか、一部のケーブルテレビなどに加入することで視聴できた。
キャッチコピーは「世界の番組まるごと無料放送」（2018年1月 - 2020年3月）。開局時には「あなたの毎日に、もうひとつの世界を」、その後は「わたしの心を動かす、ちょっと特別な日常」→「ディーライフ。ココで見ル、タダで見ル。」（2017年1月 - 12月）だった。

## 概要
海外ドラマ、洋画、海外バラエティを中心に、ディズニー作品や、バラエティーなどのラインナップを広告収入による無料放送を行っていた。

### 放送体系
放送時間は午前6:00（JST）を一日の基点とする24時間放送であるが、月に一回程度、深夜の放送が休止されることがある。
多くの番組で字幕放送を実施しており、「ショップチャンネル お買い物エンターテイメント」ではテレビショッピング番組で唯一のリアルタイム字幕放送を実施していた（2015年3月終了）。
番組の始まりや、CM前などには半透明の長方形や円型、Dの形の板が滑り、Dlifeロゴが形成されるステーションIDが挿入される。ただ、「DISNEY TIME」の時のみ球が転がるアニメーション、「サタデーナイトドラマ」の時のみ前述の板が砕けているバージョンに変更される。
番組では、開始直後に現在の番組名が、後半に現在の番組名と次に放送予定の番組名が表示される（一部番組は除く。また、「インフォメーション」（通販番組）は割愛される）。開局当初はチャンネルロゴ表示を消した上で左上に表示していたが、2014年8月下旬以降は、ウォーターマークが色付き（Dlifeの通常のロゴ）になった後に右上に表示される（通販番組と一部番組は表示なし）。ウォーターマークは、エンドクレジットや次回予告の時には消去される。
気象警報及び特別警報が発表された際には、当初は随時速報テロップ表示を行っていたが（特に最大震度4以上の地震及び特別警報発令時は、日本語のほか英語でもテロップ表示を行っていた）、2019年からはデータ放送を開始した。震度4以上の地震情報が発表された時には「（黄）地震情報」というデータ放送による字幕が表示され、この間にリモコンの黄色ボタンを押すと地震情報が表示される。過去24時間に発生した地震情報（最大震度4以上）、気象警報、津波警報・注意報のデータ放送も開始。そして津波警報・注意報発令時の発生域の地図テロップのデータ放送による表示も開始。地図テロップは録画されず（機種により異なる場合あり）、リモコンのボタンで非表示にすることも可能となった（WOWOWなど有料チャンネルの一部では実施しているが、当時の無料局では唯一だった）。データ放送の開始と同時に気象警報発表のテロップ表示も廃止された。

### 放送終了
2019年11月14日、当チャンネルを運営しているブロードキャスト・サテライト・ディズニー（BSディズニー）は2020年3月31日24時00分をもってDlifeの放送を終了することを発表した。2019年3月20日に21世紀フォックスの主要事業を買収したことに伴い、BSディズニーと同じウォルト・ディズニーグループとなったビーエスFOXが運営している「FOXスポーツ&エンターテイメント」も同じく2020年3月31日での放送終了が発表され、2局は放送終了の理由について、「（ディズニーとFOX両社の経営統合に伴い）国内で展開する放送事業の方針を検討した結果」だとしている。
2020年3月31日は6:00よりテレビドラマ『クリミナル・マインド FBI行動分析課』を最後にDlifeの放送を終了。それに伴い、総務省から割り当てられている16スロットも同省に返上した。空いた帯域は2021年度までに予定されていたBS3社の新規参入（BSよしもと・BS松竹東急・BSJapanext）並びにBSディズニーが運営しているディズニー・チャンネルのHDTV化に伴う、トランスポンダの移動用などに充てられている。なお、BSディズニーで放送するのがディズニー・チャンネルのみになるため、メインサービスも同チャンネルに変更となった。また、同社はDlife開局直後の2012年5月1日から日本民間放送連盟の会員となっているが、引き続き加盟を継続する。
閉局間際にはチャンネルで放送してきた全ての番組のタイトルが主要番組のテーマ曲をBones Theme→Sherlock Theme→Hawaii Five-0 Theme→One More Miracle Theme→NCIS Theme→LOST Theme→Back To Life→Organic Mix→Dreamgirls Theme→Friendship Is Magic→Can't Do It Without You→Hot Dog Song→Today Is Gonna Be a Great Day→Surf's Up→Somedayの順でバックにスクロールしていき、流し切ってから「8年間 ご視聴いただきありがとうございました」のテロップを表示、最後にチャンネルロゴを表示して5分間停波した。5分後カラーバーが約1時間流れてから、完全に停波され、チャンネルもEPGより削除された。

### 復活
2024年3月1日、ウォルト・ディズニー・ジャパンは既存のFOXチャンネルをリブランドする形でDlifeを復活（→Dlife (CS放送)）させることを2023年12月5日に発表した。ただし、旧BSチャンネルとは異なり有料放送となり、放送内容はFOXチャンネルと同様のものとなっている。

## 歴史
ブロードキャスト・サテライト・ディズニー#沿革も参照
- 2012年
  - 3月1日 - 試験放送として告知と番組CMを開始。BGMはCHEMISTRYの「Dreamy Life」の冒頭部分のインストゥルメンタルである[15]。
  - 3月17日 - 18:00（JST）に開局。
  - 6月24日 - Dlifeキャッチアップの配信開始[16]。
  - 10月10日 - 開局前から更新されていた携帯サイトの更新終了[17]。
- 2013年
  - 10月7日 - 受像機表示アイコンのデザインを一部変更[18]。
  - 10月10日 - 受像機局名表記を「Dlife」から「ディーライフ」へ変更。
- 2016年
  - 10月1日 - 受像機表示アイコンのデザインを2013年10月6日までのデザインに戻す。
- 2017年
  - 1月4日 - ロゴマークとウォーターマークを開局5周年記念ロゴマークに変更[19]（2017年1月4日- 2018年1月3日）。同時に開局5周年記念キャッチコピー「ディーライフ。ココで見ル、タダで見ル。」（2017年1月4日 - 2018年1月3日）の使用を開始。
- 2019年
  - 11月28日 - PC版の動画配信サービスを終了[9][20]。
- 2020年
  - 3月31日 - 24時00分をもって放送を終了[21]。2012年の開局から8年間の歴史に幕を閉じた。公式サイトも同日をもって、サービスを終了。それに先駆けてスマホ版の動画配信サービスは、15時で終了した[9][22]。
- 2024年
  - 3月1日 - 既存のFOXチャンネルをリブランドする形でDlifeを再開局[14]。これに伴い、旧DlifeのX公式アカウント（@Dlife_BS258）、Facebook公式アカウント（Dlife.BS258）を閉鎖。

### 放送開始当日と翌日のプログラム
2012年3月17日18:00（JST）から、3月18日にかけての番組は以下の表のとおりである。それまでは、告知と番組CMの組み合わせが30分サイクルで流れていた。
背景色が ピンク の個所は開局特別編成「スパークリング プレミア 2Days」枠。
| 時刻  | 3月17日（土曜日）                                   | 3月17日（土曜日）      | 時刻                                    | 3月18日（日曜日）                               | 3月18日（日曜日）                                                                 |
| 時刻  | タイトル                                            | 備考                   | 時刻                                    | タイトル                                        | 備考                                                                              |
| ----- | --------------------------------------------------- | ---------------------- | --------------------------------------- | ----------------------------------------------- | --------------------------------------------------------------------------------- |
| 6:00  | 開局前                                              | 開局前                 | 6:00                                    | BBC トラベル・ナビゲータ                        |                                                                                   |
| 6:00  | 開局前                                              | 開局前                 | 6:30                                    | ショッピング                                    |                                                                                   |
| 7:00  | 開局前                                              | 開局前                 | 7:00                                    | ジェイクとネバーランドのかいぞくたち            | 第1話                                                                             |
| 7:00  | 開局前                                              | 開局前                 | 7:30                                    | ミッキーマウス クラブハウス                     | 第1話                                                                             |
| 8:00  | 開局前                                              | 開局前                 | 8:00                                    | ザ・リプレイス 大人とりかえ作戦                 | 第1話                                                                             |
| 8:00  | 開局前                                              | 開局前                 | 8:30                                    | ラマだった王様 学校へ行こう!                    | 第1話                                                                             |
| 9:00  | 開局前                                              | 開局前                 | 9:00                                    | アグリー・ベティ                                | 全て シーズン1第1話 の先行放送 レギュラー放送の 放送日時は Dlifeの放送番組 を参照 |
| 10:00 | 開局前                                              | 開局前                 | 10:00                                   | ジョジョの奇妙な冒険 (テレビアニメ)             | 全て シーズン1第1話 の先行放送 レギュラー放送の 放送日時は Dlifeの放送番組 を参照 |
| 11:00 | 開局前                                              | 開局前                 | 11:00                                   | プリティ・リトル・ライアーズ                    | 全て シーズン1第1話 の先行放送 レギュラー放送の 放送日時は Dlifeの放送番組 を参照 |
| 12:00 | 開局前                                              | 開局前                 | 12:00                                   | デスパレートな妻たち                            | 全て シーズン1第1話 の先行放送 レギュラー放送の 放送日時は Dlifeの放送番組 を参照 |
| 13:00 | 開局前                                              | 開局前                 | 13:00                                   | グレイズ・アナトミー                            | 全て シーズン1第1話 の先行放送 レギュラー放送の 放送日時は Dlifeの放送番組 を参照 |
| 14:00 | 開局前                                              | 開局前                 | 14:00                                   | ダーティ・セクシー・マネー                      | 全て シーズン1第1話 の先行放送 レギュラー放送の 放送日時は Dlifeの放送番組 を参照 |
| 15:00 | 開局前                                              | 開局前                 | 15:00                                   | Dr. HOUSE                                       | 全て シーズン1第1話 の先行放送 レギュラー放送の 放送日時は Dlifeの放送番組 を参照 |
| 16:00 | 開局前                                              | 開局前                 | 16:00                                   | NCIS ネイビー犯罪捜査班                         | 全て シーズン1第1話 の先行放送 レギュラー放送の 放送日時は Dlifeの放送番組 を参照 |
| 17:00 | 開局前                                              | 開局前                 | 17:00                                   | クリミナル・マインド/ FBI vs. 異常犯罪          | 全て シーズン1第1話 の先行放送 レギュラー放送の 放送日時は Dlifeの放送番組 を参照 |
| 18:00 | スパークリング プレミア 2Days グランド オープニング | 番組詳細               | 18:00                                   | リベンジ                                        | 第1話 再放送                                                                      |
| 18:30 | Dlife CINEMA 『ドリームガールズ』                   |                        | 18:00                                   | リベンジ                                        | 第1話 再放送                                                                      |
| 19:00 | Dlife CINEMA 『ドリームガールズ』                   | 19:00                  | Dlife CINEMA 『ラブソングができるまで』 |                                                 |                                                                                   |
| 20:00 | Dlife CINEMA 『ドリームガールズ』                   | 20:00                  | Dlife CINEMA 『ラブソングができるまで』 |                                                 |                                                                                   |
| 21:00 | リベンジ                                            | 第1話                  | 21:00                                   | LOST                                            | シーズン1第1話                                                                    |
| 22:00 | クローザー                                          | シーズン1第1話         | 22:00                                   | フラッシュフォワード                            | 第1話                                                                             |
| 23:00 | ダメージ                                            | シーズン1第1話         | 23:00                                   | LAW & ORDER:クリミナル・インテント              | シーズン1第1話                                                                    |
| 24:00 | ミストレス（字幕版）                                | シーズン1 第1話・第2話 | 24:00                                   | ミストレス（字幕版）                            | シーズン1 第3話・第4話                                                            |
| 1:00  | ミストレス（字幕版）                                | シーズン1 第1話・第2話 | 1:00                                    | ミストレス（字幕版）                            | シーズン1 第3話・第4話                                                            |
| 2:00  | エレンの部屋                                        |                        | 2:00                                    | ショップチャンネル お買い物エンターテインメント |                                                                                   |
| 3:00  | 健康バラエティ ドクター・オズ・ショー               |                        | 3:00                                    | ショップチャンネル お買い物エンターテインメント |                                                                                   |
| 4:00  | 健康バラエティ ドクター・オズ・ショー               | 4:00                   | 健康バラエティ ドクター・オズ・ショー   |                                                 |                                                                                   |
| 5:00  | エレンの部屋                                        |                        | 5:00                                    | エレンの部屋                                    |                                                                                   |

## Dlifeの放送番組
太字のタイトルは、Dlifeで日本初放送された番組。

### ドラマ
背景色が ピンク の番組名は「サタデーナイト・ドラマ」枠。
| 番組名                                                   | 放送日時                | シーズン                                                                   | 放送期間                              |
| -------------------------------------------------------- | ----------------------- | -------------------------------------------------------------------------- | ------------------------------------- |
| アグリー・ベティ                                         | 毎週火曜 21:00 - 22:00  | シーズン1 - シーズン3 第12話                                               | 2012年3月20日 - 2013年3月26日         |
| アグリー・ベティ                                         | 毎週日曜 12:00 - 13:00  | シーズン3 第13話 - シーズン4                                               | 2013年4月7日 - 11月10日               |
| アリー my Love                                           | 月-金曜 10:00 - 11:00   | シーズン1 - 3                                                              | 2012年3月21日 - 8月1日                |
| アリー my Love                                           | 月-金曜 10:00 - 11:00   | シーズン4 - 5                                                              | 2012年11月1日 - 2013年1月5日          |
| アンダー・ザ・ドーム                                     | 毎週金曜 23:00 - 24:00  | シーズン1                                                                  | 2013年10月18日 - 12月27日             |
| アンダー・ザ・ドーム                                     | 毎週土曜 23:00 - 24:00  | シーズン2                                                                  | 2014年10月11日 - 2015年1月3日         |
| アンダー・ザ・ドーム                                     | 毎週土曜 23:00 - 24:00  | シーズン3                                                                  | 2015年10月17日 - 2016年1月16日        |
| ER緊急救命室                                             | 月-金曜 20:00 - 21:00   | シーズン1 - 5                                                              | 2016年7月5日 - 12月8日                |
| ER緊急救命室                                             | 月-金曜 20:00 - 21:00   | シーズン6 - シーズン8 第10話                                               | 2017年7月18日 - 10月6日               |
| ER緊急救命室                                             | 水-金曜 20:00 - 21:00   | シーズン8 第11話 - シーズン9                                               | 2017年10月11日 - 12月27日             |
| ER緊急救命室                                             | 水-金曜 20:00 - 21:00   | シーズン10 - 13                                                            | 2018年3月1日 - 9月26日                |
| ER緊急救命室                                             | 水-金曜 20:00 - 21:00   | シーズン14 - 15                                                            | 2018年10月3日 - 2019年1月11日         |
| イーストエンドの魔女たち                                 | 毎週日曜 23:00 - 24:00  | シーズン1                                                                  | 2014年6月1日 - 8月3日                 |
| インディゴの夜                                           | 月-金曜 11:00 - 11:30   |                                                                            | 2015年1月5日 - 4月1日                 |
| ヴェロニカ・マーズ                                       | 毎週月曜 23:00 - 24:00  | シーズン1 - 2                                                              | 2012年3月19日 - 2013年1月14日         |
| ヴェロニカ・マーズ                                       | 毎週土曜 13:30 - 14:30  | シーズン3 第1話 - 第14話                                                   | 2013年8月31日 - 11月30日              |
| ヴェロニカ・マーズ                                       | 月-金曜 10:00 - 11:00   | シーズン3                                                                  | 2013年11月15日 - 12月12日             |
| 美しい罠                                                 | 月-金曜 10:30 - 11:00   |                                                                            | 2014年11月3日 - 2015年2月3日          |
| 裏切りの二重奏                                           | 月-金曜 19:00 - 20:00   | シーズン1                                                                  | 2015年3月10日 - 3月26日               |
| X-ファイル                                               | 月-金曜 20:00 - 21:00   | シーズン1                                                                  | 2014年8月18日 - 9月18日               |
| X-ファイル                                               | 月-金曜 20:00 - 21:00   | シーズン2                                                                  | 2014年10月13日 - 11月14日             |
| X-ファイル                                               | 月-金曜 20:00 - 21:00   | シーズン3 - 5                                                              | 2015年4月6日 - 7月9日                 |
| X-ファイル                                               | 月-金曜 20:00 - 21:00   | シーズン6 - 8                                                              | 2016年4月4日 - 7月4日                 |
| X-ファイル                                               | 月-金曜 20:00 - 21:00   | シーズン9                                                                  | 2017年4月7日 - 5月4日                 |
| X-ファイル                                               | 土曜 22:00 - 23:00      | シーズン10                                                                 | 2017年6月17日 - 7月22日               |
| NCIS:LA 〜極秘潜入捜査班                                 | 毎週水曜 21:00 - 22:00  | シーズン1 - 3                                                              | 2016年4月27日 - 2017年9月6日          |
| NCIS:LA 〜極秘潜入捜査班                                 | 毎週水曜 21:00 - 22:00  | シーズン4                                                                  | 2017年10月4日 - 2018年3月21日         |
| NCIS:LA 〜極秘潜入捜査班                                 | 毎週水曜 21:00 - 22:00  | シーズン5                                                                  | 2018年9月12日 - 2019年2月13日         |
| NCIS:LA 〜極秘潜入捜査班                                 | 毎週水曜 21:00 - 22:00  | シーズン6                                                                  | 2019年8月21日 - 2020年2月5日          |
| NCIS ネイビー犯罪捜査班                                  | 毎週金曜 22:00 - 23:00  | シーズン1                                                                  | 2012年3月17日 - 8月24日               |
| NCIS ネイビー犯罪捜査班                                  | 毎週土曜 23:00 - 24:00  | シーズン2 第1話 - 第12話                                                   | 2013年1月12日 - 3月30日               |
| NCIS ネイビー犯罪捜査班                                  | 毎週月曜 22:00 - 23:00  | シーズン2 第13話 - 第23話                                                  | 2013年4月1日 - 6月10日                |
| NCIS ネイビー犯罪捜査班                                  | 毎週月曜 22:00 - 23:00  | シーズン3 - シーズン4 第9話                                                | 2013年12月2日 - 2014年7月7日          |
| NCIS ネイビー犯罪捜査班                                  | 毎週月曜 21:00 - 22:00  | シーズン4 第10話 - 第20話                                                  | 2014年7月14日 - 9月22日               |
| NCIS ネイビー犯罪捜査班                                  | 毎週日曜 21:00 - 22:00  | シーズン4 第21話 - 第24話                                                  | 2014年10月5日 - 10月26日              |
| NCIS ネイビー犯罪捜査班                                  | 毎週木曜 21:00 - 22:00  | シーズン5                                                                  | 2016年2月4日 - 6月9日                 |
| NCIS ネイビー犯罪捜査班                                  | 毎週木曜 21:00 - 22:00  | シーズン6 - 7                                                              | 2017年1月12日 - 12月14日              |
| NCIS ネイビー犯罪捜査班                                  | 毎週木曜 21:00 - 22:00  | シーズン8                                                                  | 2018年2月1日 - 7月12日                |
| NCIS ネイビー犯罪捜査班                                  | 毎週木曜 21:00 - 22:00  | シーズン9 - 11                                                             | 2018年8月16日 - 2020年1月9日          |
| エレメンタリー ホームズ&ワトソン in NY                   | 毎週日曜 23:00 - 24:00  | シーズン1                                                                  | 2016年10月16日 - 2017年4月9日         |
| エレメンタリー ホームズ&ワトソン in NY                   | 毎週日曜 23:00 - 24:00  | シーズン2                                                                  | 2017年10月8日 - 2018年3月25日         |
| エレメンタリー ホームズ&ワトソン in NY                   | 毎週日曜 23:00 - 24:00  | シーズン3                                                                  | 2018年10月7日 - 2019年3月17日         |
| エレメンタリー ホームズ&ワトソン in NY                   | 毎週日曜 23:00 - 24:00  | シーズン4                                                                  | 2019年10月6日 - 2020年3月8日          |
| オーファン・ブラック 暴走遺伝子                          | 毎週土曜 21:00 - 22:00  | シーズン1                                                                  | 2014年11月8日 - 2015年1月10日         |
| 奥さまは魔女                                             | 月 - 金曜 8:30 - 9:00   | シーズン1 - 2                                                              | 2014年4月7日 - 7月14日                |
| 溺れる女たち 〜ミストレス〜                              | 毎週日曜 23:00 - 24:00  | シーズン1                                                                  | 2014年3月2日 - 5月25日                |
| 溺れる女たち 〜ミストレス〜                              | 毎週日曜 22:00 - 23:00  | シーズン2                                                                  | 2015年4月5日 - 6月28日                |
| カイルXY                                                 | 毎週土曜 13:30 - 14:30  | シーズン1 - 2                                                              | 2012年10月6日 - 2013年3月16日         |
| カイルXY                                                 | 毎週土曜 13:30 - 14:30  | シーズン3 - 4                                                              | 2013年4月13日 - 8月24日               |
| 華麗なるペテン師たち                                     | 毎週日曜 21:00 - 22:00  | シーズン1 - 2                                                              | 2013年9月8日 - 11月24日               |
| 華麗なるペテン師たち                                     | 毎週金曜 21:00 - 22:00  | シーズン3 - 4                                                              | 2014年9月26日 - 12月12日              |
| ギルモア・ガールズ                                       | 土・日曜 13:00 - 14:00  | シーズン1                                                                  | 2012年5月5日 - 7月21日                |
| ギルモア・ガールズ                                       | 毎週土曜 10:00 - 11:00  | シーズン2 第1話 - 第4話                                                    | 2013年3月9日 - 3月30日                |
| ギルモア・ガールズ                                       | 毎週土曜 10:30 - 11:30  | シーズン2 第5話 - 第22話                                                   | 2013年4月17日 - 8月10日               |
| キャッスル ミステリー作家のNY事件簿                      | 毎週金曜 21:00 - 22:00  | シーズン1 - 2                                                              | 2014年12月19日 - 2015年8月7日         |
| キャッスル ミステリー作家のNY事件簿                      | 毎週金曜 21:00 - 22:00  | シーズン3 - 4                                                              | 2015年10月2日 - 2016年8月26日         |
| キャッスル ミステリー作家のNY事件簿                      | 毎週金曜 21:00 - 22:00  | シーズン5                                                                  | 2017年3月31日 - 9月15日               |
| キャッスル ミステリー作家のNY事件簿                      | 毎週金曜 21:00 - 22:00  | シーズン6 - 8                                                              | 2017年10月6日 - 2019年2月8日          |
| グッド・ドクター 名医の条件                              | 毎週土曜 22:00 - 23:00  | シーズン1                                                                  | 2019年1月19日 - 5月18日               |
| グッド・ドクター 名医の条件                              | 毎週月曜 21:00 - 21:57  | シーズン2                                                                  | 2020年1月6日 - 3月23日                |
| グッド・ワイフ                                           | 毎週月曜 21:00 - 22:00  | シーズン1                                                                  | 2017年5月22日 - 10月30日              |
| グッド・ワイフ                                           | 毎週月曜 22:54 - 24:40  | シーズン2                                                                  | 2018年1月29日 - 4月30日               |
| グッド・ワイフ                                           | 毎週月曜 23:00 - 24:00  | シーズン3 - 5                                                              | 2018年11月5日 - 2020年3月9日          |
| クライアント・リスト                                     | 毎週日曜 22:00 - 23:00  | シーズン1                                                                  | 2013年10月6日 - 11月24日              |
| クライアント・リスト                                     | 毎週日曜 24:00 - 25:00  | シーズン2                                                                  | 2014年5月4日 - 8月16日                |
| クリミナル・マインド/FBI vs. 異常犯罪                    | 毎週水曜 21:00 - 22:00  | シーズン1 - シーズン4 第15話                                               | 2012年3月21日 - 2013年9月25日         |
| クリミナル・マインド/FBI vs. 異常犯罪                    | 毎週金曜 21:00 - 22:00  | シーズン4 第16話 - 第26話                                                  | 2013年10月4日 - 12月13日              |
| クリミナル・マインド/FBI vs. 異常犯罪                    | 毎週日曜 21:00 - 22:00  | シーズン5 - 7                                                              | 2015年5月3日 - 2016年9月11日          |
| クリミナル・マインド/FBI vs. 異常犯罪                    | 毎週日曜 21:00 - 22:00  | シーズン8                                                                  | 2017年5月7日 - 10月15日               |
| クリミナル・マインド/FBI vs. 異常犯罪                    | 毎週日曜 21:00 - 22:00  | シーズン9 - 11                                                             | 2018年6月10日 - 2020年3月15日         |
| クリミナル・マインド 国際捜査班                          | 毎週土曜 22:00 - 23:00  | シーズン1                                                                  | 2019年9月7日 - 11月30日               |
| クリミナル・マインド 国際捜査班                          | 毎週土曜 22:00 - 23:00  | シーズン2                                                                  | 2020年1月11日 - 3月21日               |
| クリミナル・マインド 特命捜査班レッドセル                | 毎週日曜 21:00 - 22:00  |                                                                            | 2016年10月9日 - 2017年1月8日          |
| グレイズ・アナトミー                                     | 毎週金曜 21:00 - 22:00  | シーズン1 - シーズン5 第2話                                                | 2012年3月24日 - 2013年9月27日         |
| グレイズ・アナトミー                                     | 毎週水曜 21:00 - 22:00  | シーズン5 第3話 - 第24話                                                   | 2013年10月2日 - 2014年3月5日          |
| グレイズ・アナトミー                                     | 金曜 20:00 - 21:00      | 1時間でわかるグレイズ・アナトミー 「ストレートトゥハート」                 | 2012年9月7日                          |
| グレイズ・アナトミー                                     | 金曜 20:00 - 21:00      | 1時間でわかるグレイズ・アナトミー 「アンダープレッシャー」                 | 2012年10月29日                        |
| グレイズ・アナトミー                                     | 金曜 20:00 - 21:00      | 1時間でわかるグレイズ・アナトミー シーズン2 総集編                         | 2012年11月30日                        |
| クローザー                                               | 毎週土曜 22:00 - 23:00  | シーズン1 - シーズン4 第10話                                               | 2012年3月17日 - 2013年3月16日         |
| クローザー                                               | 毎週土曜 22:00 - 23:00  | シーズン6 - 7                                                              | 2013年10月5日 - 2014年6月7日          |
| クローザー                                               | 毎週木曜 23:00 - 24:00  | シーズン4 第9話 - シーズン5                                                | 2013年3月7日 - 2013年8月1日           |
| クワンティコ                                             | 毎週土曜 23:00 - 24:00  | シーズン1                                                                  | 2016年7月16日 - 12月10日              |
| クワンティコ                                             | 毎週土曜 23:00 - 24:00  | シーズン2                                                                  | 2017年9月23日 - 2018年3月31日         |
| 恋するマンハッタン                                       | 月-木曜 18:00 - 19:00   | シーズン1                                                                  | 2012年5月1日 - 5月17日                |
| 恋するマンハッタン                                       | 月-木曜 18:30 - 19:00   | シーズン2                                                                  | 2012年5月21日 - 6月26日               |
| 恋するマンハッタン                                       | 月-金曜 18:00 - 18:30   | シーズン3 - 4                                                              | 2013年4月1日 - 5月28日                |
| 恋のからさわぎ                                           | 月-木曜 18:30 - 19:00   | シーズン1 - 2                                                              | 2012年3月19日 - 4月19日               |
| ゴースト 〜天国からのささやき                            | 毎日 13:00 - 14:00      | シーズン1 - 3                                                              | 2012年3月19日 - 5月28日               |
| ゴースト 〜天国からのささやき                            | 毎週金曜 22:00 - 23:00  | シーズン4 - 5                                                              | 2012年8月31日 - 2013年7月5日          |
| コード・ブラック 生と死の間で                            | 毎週土曜 23:00 - 24:00  | シーズン1                                                                  | 2017年5月13日 - 9月16日               |
| コード・ブラック 生と死の間で                            | 毎週土曜 23:00 - 24:00  | シーズン2                                                                  | 2018年8月4日 - 11月17日               |
| コード・ブラック 生と死の間で                            | 毎週土曜 23:00 - 24:00  | シーズン3                                                                  | 2019年8月17日 - 11月9日               |
| コールドケース 〜真実の扉〜                              | 毎週月曜 21:00 - 22:00  | シーズン1                                                                  | 2018年7月30日 - 10月1日               |
| コールドケース 迷宮事件簿                                | 毎週水曜 22:00 - 23:00  | シーズン1 - シーズン4 第12話                                               | 2012年3月21日 - 2013年9月25日         |
| コールドケース 迷宮事件簿                                | 毎週金曜 22:00 - 23:00  | シーズン4 第13話 - 第24話                                                  | 2013年10月4日 - 2014年1月10日         |
| コールドケース 迷宮事件簿                                | 毎週水曜 23:00 - 24:00  | シーズン5                                                                  | 2014年9月24日 - 2015年1月21日         |
| コールドケース 迷宮事件簿                                | 毎週木曜 22:00 - 23:00  | シーズン6                                                                  | 2015年6月11日 - 11月12日              |
| コールドケース 迷宮事件簿                                | 毎週木曜 21:00 - 22:00  | シーズン7                                                                  | 2016年6月23日 - 11月17日              |
| ゴシップガール                                           | 毎週月曜 21:00 - 22:00  | シーズン1 - 2                                                              | 2015年6月8日 - 2016年4月4日           |
| コドモ警察                                               | 毎週木曜 19:00 - 19:30  |                                                                            | 2015年4月9日 - 6月11日                |
| コドモ警視                                               | 毎週木曜 19:00 - 20:00  |                                                                            | 2015年8月27日 - 9月24日               |
| コバート・アフェア                                       | 毎週金曜 21:00 - 22:00  | シーズン1 - 2                                                              | 2013年12月20日 - 2014年6月27日        |
| 30 ROCK/サーティー・ロック                               | 毎週火曜 23:00 - 24:00  | シーズン1 - 2                                                              | 2012年3月20日 - 7月17日               |
| 30 ROCK/サーティー・ロック                               | 毎週火曜 23:00 - 24:00  | シーズン3 第1話 - 第20話                                                   | 2013年1月22日 - 3月26日               |
| 30 ROCK/サーティー・ロック                               | 火曜 27:00 - 28:00      | シーズン3 第21話・第22話                                                   | 2013年4月2日                          |
| サイバー諜報員 インテリジェンス                          | 毎週土曜 23:00 - 24:00  | シーズン1                                                                  | 2014年7月12日 - 10月4日               |
| 殺人を無罪にする方法                                     | 毎週土曜 22:00 - 23:00  | シーズン1                                                                  | 2015年4月18日 - 7月25日               |
| 殺人を無罪にする方法                                     | 毎週土曜 23:00 - 24:00  | シーズン2                                                                  | 2016年7月21日 - 2017年4月29日         |
| 殺人を無罪にする方法                                     | 毎週土曜 23:00 - 24:00  | シーズン3                                                                  | 2018年4月21日 - 7月28日               |
| 殺人を無罪にする方法                                     | 毎週土曜 23:00 - 24:00  | シーズン4                                                                  | 2019年5月4日 - 8月10日                |
| ザ・ミドル 〜中流家族のフツーの幸せ                      | 土・日曜 18:00 - 18:30  | シーズン1 - 2                                                              | 2012年3月24日 - 9月15日               |
| ザ・ミドル 〜中流家族のフツーの幸せ                      | 毎週土曜 19:30 - 20:00  | シーズン3 第1話 - 第12話                                                   | 2014年4月12日 - 6月28日               |
| ザ・ミドル 〜中流家族のフツーの幸せ                      | 毎週土曜 19:30 - 20:00  | シーズン3 第19話 - 第24話                                                  | 2014年7月26日 - 8月30日               |
| ザ・ミドル 〜中流家族のフツーの幸せ                      | 毎週土曜 19:00 - 20:00  | シーズン3 第13話 - 第18話                                                  | 2014年7月5日 - 7月19日                |
| CSI:科学捜査班                                           | 月-木曜 23:00 - 24:00   | シーズン1                                                                  | 2013年8月5日 - 9月11日                |
| CSI:科学捜査班                                           | 毎週木曜 23:00 - 24:00  | シーズン2 - シーズン3 第3話                                                | 2013年10月3日 - 2014年4月3日          |
| CSI:科学捜査班                                           | 毎週木曜 23:00 - 24:00  | シーズン3 第16話 - シーズン4                                               | 2014年7月3日 - 2015年1月29日          |
| CSI:科学捜査班                                           | 毎週木曜 23:30 - 24:30  | シーズン3 第4話 - 第15話                                                   | 2014年4月10日 - 6月26日               |
| CSI:科学捜査班                                           | 月-水曜 23:00 - 24:00   | シーズン5                                                                  | 2015年11月2日 - 12月22日              |
| CSI:科学捜査班                                           | 月-水曜 23:00 - 24:00   | シーズン6                                                                  | 2016年5月24日 - 7月18日               |
| CSI:科学捜査班                                           | 月-水曜 23:00 - 24:00   | シーズン7                                                                  | 2016年11月9日 - 2017年1月4日          |
| CSI:科学捜査班                                           | 月-水曜 23:00 - 24:00   | シーズン8                                                                  | 2017年5月8日 - 6月14日                |
| CSI:科学捜査班                                           | 毎週木曜 22:54 - 24:40  | シーズン9 - 12                                                             | 2017年11月16日 - 2018年10月4日        |
| CSI:科学捜査班                                           | 毎週木曜 23:00 - 24:00  | シーズン13 - 15                                                            | 2018年10月11日 - 2020年2月13日        |
| CSI:科学捜査班                                           | 木曜 23:00 - 24:40      | －最終章－ 終わらない街ラスベガス                                          | 2020年2月20日                         |
| CSI:NY                                                   | 毎週金曜 23:00 - 24:00  | シーズン1 - 6                                                              | 2016年1月8日 - 2018年9月7日           |
| CSI:NY                                                   | 毎週金曜 23:00 - 24:00  | シーズン7 - 8                                                              | 2018年12月7日 - 2019年9月6日          |
| CSI:NY                                                   | 毎週金曜 23:00 - 24:00  | シーズン9                                                                  | 2019年10月4日 - 2020年1月31日         |
| CSI:マイアミ                                             | 毎週金曜 23:00 - 24:00  | シーズン1                                                                  | 2014年4月11日 - 9月19日               |
| CSI:マイアミ                                             | 毎週日曜 22:00 - 23:00  | シーズン2                                                                  | 2014年10月5日 - 2015年3月15日         |
| CSI:マイアミ                                             | 毎週日曜 22:00 - 23:00  | シーズン3 - 4                                                              | 2015年10月4日 - 2016年9月11日         |
| CSI:マイアミ                                             | 毎週日曜 22:00 - 23:00  | シーズン5 - 10                                                             | 2016年10月9日 - 2019年5月28日         |
| シェイズ・オブ・ブルー ブルックリン警察                  | 毎週土曜 22:00 - 23:00  | シーズン1                                                                  | 2018年1月6日 - 3月31日                |
| シェイズ・オブ・ブルー ブルックリン警察                  | 毎週土曜 23:00 - 24:00  | シーズン2                                                                  | 2019年2月2日 - 4月27日                |
| ジェシカおばさんの事件簿                                 | 毎週木曜 13:00 - 14:00  | シーズン1 - 2                                                              | 2014年4月10日 - 12月18日              |
| ジェシカおばさんの事件簿                                 | 毎週木曜 13:00 - 14:00  | シーズン3 第1話 - 第13話                                                   | 2015年1月8日 - 4月2日                 |
| ジェシカおばさんの事件簿                                 | 毎週木曜 12:00 - 13:00  | シーズン3 第14話 - 第21話                                                  | 2015年4月9日 - 5月28日                |
| シカゴ・ファイア                                         | 毎週水曜 21:00 - 22:00  | シーズン1                                                                  | 2018年4月4日 - 9月5日                 |
| シカゴ・ファイア                                         | 毎週火曜 21:00 - 22:00  | シーズン2                                                                  | 2019年3月12日 - 8月6日                |
| シカゴ P.D.                                              | 毎週水曜 21:00 - 22:00  | シーズン1                                                                  | 2019年5月8日 - 8月14日                |
| 新・愛の嵐                                               | 月-金曜 10:30 - 11:00   |                                                                            | 2015年2月4日 - 5月5日                 |
| SHERLOCK/シャーロック                                    | 毎週月曜 21:00 - 22:00  | シーズン1 - 3                                                              | 2019年9月2日 - 12月23日               |
| スイッチ 〜運命のいたずら〜                              | 毎週火曜 22:00 - 23:00  | シーズン1 - 2                                                              | 2012年8月28日 - 2013年3月26日         |
| SUITS/スーツ                                             | 毎週火曜 23:00 - 24:00  | シーズン1                                                                  | 2013年11月19日 - 2014年2月4日         |
| SUITS/スーツ                                             | 毎週月曜 21:00 - 22:00  | シーズン2                                                                  | 2014年11月17日 - 2015年3月2日         |
| SUITS/スーツ                                             | 毎週日曜 21:00 - 22:00  | シーズン3 - 4                                                              | 2017年11月5日 - 2018年6月3日          |
| SUITS/スーツ                                             | 毎週金曜 21:00 - 22:00  | シーズン5                                                                  | 2019年2月15日 - 5月31日               |
| スキャンダル                                             | 毎週土曜 22:00 - 23:00  | シーズン1 - 2                                                              | 2014年10月4日 - 2015年4月11日         |
| スキャンダル                                             | 毎週月曜 21:00 - 22:00  | シーズン3                                                                  | 2016年7月11日 - 2016年11月7日         |
| スコーピオン                                             | 毎週金曜 22:00 - 23:00  | シーズン1                                                                  | 2017年10月6日 - 2018年3月2日          |
| スコーピオン                                             | 毎週金曜 22:00 - 23:00  | シーズン2                                                                  | 2018年10月5日 - 2019年3月22日         |
| スコーピオン                                             | 毎週金曜 22:00 - 23:00  | シーズン3                                                                  | 2019年10月4日 - 2020年2月28日         |
| SMASH                                                    | 毎週土曜 21:00 - 22:00  | シーズン1                                                                  | 2012年11月3日 - 2013年2月9日          |
| SMASH                                                    | 毎週日曜 23:00 - 24:00  | シーズン2                                                                  | 2013年10月20日 - 2014年2月16日        |
| セックス・アンド・ザ・シティ                             | 月-金曜 25:54 - 27:00   | シーズン1 - シーズン3 第11話                                               | 2014年2月10日 - 3月7日                |
| セックス・アンド・ザ・シティ                             | 月-木曜 25:54 - 27:00   | シーズン3 第12話 - シーズン5 第7話                                         | 2014年3月10日 - 4月3日                |
| セックス・アンド・ザ・シティ                             | 月-水曜 25:54 - 27:00   | シーズン5 第8話 - シーズン6                                                | 2014年4月7日 - 4月29日                |
| ダーティ・セクシー・マネー                               | 毎週火曜 22:00 - 23:00  | シーズン1 - 2                                                              | 2012年3月20日 - 8月21日               |
| dirt/ダート:セレブが恐れる女                             | 土曜 23:00 - 24:00      | シーズン1 第1話                                                            | 2012年6月16日                         |
| ダメージ                                                 | 毎週土曜 23:00 - 24:00  | シーズン1                                                                  | 2012年3月17日 - 6月9日                |
| ダメージ                                                 | 毎週土曜 23:00 - 24:00  | シーズン2                                                                  | 2013年4月6日 - 6月29日                |
| ダメージ                                                 | 毎週月曜 23:00 - 24:00  | シーズン3                                                                  | 2014年6月30日 - 9月22日               |
| ダメージ                                                 | 毎週火曜 24:00 - 25:00  | シーズン4 - 5                                                              | 2015年5月5日 - 9月15日                |
| チャームド〜魔女3姉妹〜                                  | 月 - 金曜 10:30 - 11:30 | シーズン1 - 2                                                              | 2014年4月7日 - 6月5日                 |
| チャーリーズ・エンジェル                                 | 土・日曜 14:30 - 15:30  | シーズン1                                                                  | 2013年10月5日 - 12月15日              |
| チャーリーズ・エンジェル                                 | 月-金曜 12:00 - 13:00   | シーズン2 - シーズン3 第9話                                                | 2014年2月17日 - 4月4日                |
| チャーリーズ・エンジェル                                 | 月-金曜 9:00 - 10:00    | シーズン3 第10話 - 第24話                                                  | 2014年4月7日 - 4月25日                |
| CHUCK／チャック                                          | 毎週火曜 24:00 - 25:00  | シーズン1                                                                  | 2017年5月2日 - 7月25日                |
| CHUCK／チャック                                          | 毎週火曜 21:00 - 22:00  | シーズン2                                                                  | 2017年12月19日 - 2018年5月22日        |
| デスパレートな妻たち                                     | 毎週月曜 21:00 - 22:00  | シーズン1 - シーズン3 第7話                                                | 2012年3月19日 - 2013年3月25日         |
| デスパレートな妻たち                                     | 毎週土曜 12:00 - 13:00  | シーズン3 第8話 - シーズン5                                                | 2013年4月13日 - 2014年5月10日         |
| デスパレートな妻たち                                     | 毎週土曜 20:00 - 21:00  | シーズン6 - 7                                                              | 2015年4月4日 - 2016年2月27日          |
| デスパレートな妻たち                                     | 毎週土曜 20:00 - 21:00  | シーズン8                                                                  | 2016年12月17日 - 2017年5月21日        |
| デスパレートな妻たち                                     | 土曜 14:00 - 15:00      | 1時間でわかるデスパレートな妻たち ダイジェスト「夫の洗濯物は分けて洗うの」 | 2012年8月11日                         |
| デスパレートな妻たち                                     | 月曜 20:00 - 21:00      | 1時間でわかるデスパレートな妻たち シーズン2 「もっときわどい話はいかが?」  | 2013年1月7日                          |
| デビアスなメイドたち                                     | 毎週土曜 21:00 - 22:00  | シーズン1                                                                  | 2015年1月17日 - 4月11日               |
| デビアスなメイドたち                                     | 毎週土曜 21:00 - 22:00  | シーズン2                                                                  | 2015年12月19日 - 2016年3月19日        |
| デビアスなメイドたち                                     | 毎週土曜 21:00 - 22:00  | シーズン3                                                                  | 2016年10月22日 - 2017年1月14日        |
| デビアスなメイドたち                                     | 毎週土曜 22:00 - 23:00  | シーズン4                                                                  | 2018年11月10日 - 2019年1月12日        |
| 東京ガードセンター                                       | 毎週木曜 23:00 - 23:30  |                                                                            | 2014年4月10日 - 6月26日               |
| Dr.HOUSE                                                 | 毎週木曜 21:00 - 22:00  | シーズン1 - 8                                                              | 2012年3月22日 - 2015年8月6日          |
| 跳べ!ロックガールズ 〜メダルへの誓い                     | 月-金曜 10:00 - 10:55   | シーズン1 - 2                                                              | 2012年3月21日 - 4月27日               |
| 跳べ!ロックガールズ 〜メダルへの誓い                     | 毎週日曜 13:30 - 14:30  | シーズン3 - 4                                                              | 2012年12月30日 - 2013年4月28日        |
| ナイト・マネジャー                                       | 毎週土曜 22:00 - 23:00  |                                                                            | 2018年4月21日 - 6月9日                |
| ナンバーズ 天才数学者の事件ファイル                      | 毎週金曜 22:00 - 23:00  | シーズン1 - 3                                                              | 2014年1月17日 - 2015年3月13日         |
| ナンバーズ 天才数学者の事件ファイル                      | 毎週金曜 22:00 - 23:00  | シーズン4 - 6                                                              | 2016年3月11日 - 2017年4月14日         |
| ニキータ                                                 | 毎週日曜 22:00 - 23:00  | シーズン1 第1話 - 第9話                                                    | 2013年2月3日 - 3月31日                |
| ニキータ                                                 | 毎週土曜 21:00 - 22:00  | シーズン1 第10話 - 第22話                                                  | 2013年4月6日 - 7月6日                 |
| ニキータ                                                 | 毎週水曜 21:00 - 22:00  | シーズン2                                                                  | 2014年3月12日 - 8月13日               |
| ニキータ                                                 | 毎週水曜 21:00 - 22:00  | シーズン3 - 4                                                              | 2015年3月4日 - 9月9日                 |
| 西海岸捜査ファイル グレイスランド                        | 毎週金曜 23:00 - 24:00  | シーズン1                                                                  | 2014年1月10日 - 3月28日               |
| 西海岸捜査ファイル グレイスランド                        | 毎週月曜 24:00 - 25:00  | シーズン2                                                                  | 2016年1月18日 - 4月11日               |
| 西海岸捜査ファイル グレイスランド                        | 毎週月曜 24:00 - 25:00  | シーズン3                                                                  | 2017年7月3日 - 9月25日                |
| 24時間女優                                               | 毎週水曜 19:00 - 19:30  |                                                                            | 2015年7月15日 - 9月2日                |
| ねじれた疑惑                                             | 毎週土曜 20:00 - 21:00  | シーズン1 - 2                                                              | 2014年4月26日 - 8月30日               |
| ハート・オブ・ディクシー ドクターハートの診療日記        | 毎週日曜 21:00 - 22:00  | シーズン1                                                                  | 2013年4月7日 - 9月1日                 |
| ハート・オブ・ディクシー ドクターハートの診療日記        | 毎週日曜 21:00 - 22:00  | シーズン2 第1話 - 第13話                                                   | 2013年12月1日 - 2014年2月23日         |
| ハート・オブ・ディクシー ドクターハートの診療日記        | 毎週日曜 24:00 - 25:00  | シーズン2 第14話 - 第22話                                                  | 2014年3月2日 - 4月27日                |
| バーン・ノーティス 元スパイの逆襲                        | 毎週水曜 23:00 - 24:00  | シーズン1 - 2                                                              | 2012年3月21日 - 10月3日               |
| バーン・ノーティス 元スパイの逆襲                        | 毎週火曜 22:00 - 23:00  | シーズン3                                                                  | 2013年4月30日 - 8月13日               |
| バーン・ノーティス 元スパイの逆襲                        | 毎週火曜 22:00 - 23:00  | シーズン4                                                                  | 2013年12月10日 - 2014年4月8日         |
| バーン・ノーティス 元スパイの逆襲                        | 毎週火曜 23:00 - 24:00  | シーズン5 第1話 - 第5話                                                    | 2014年12月30日 - 2015年1月27日        |
| バーン・ノーティス 元スパイの逆襲                        | 毎週火曜 24:00 - 25:00  | シーズン5 第6話 - 第18話                                                   | 2015年2月3日 - 4月28日                |
| バーン・ノーティス 元スパイの逆襲                        | 毎週火曜 24:00 - 25:00  | シーズン6                                                                  | 2015年10月13日 - 2016年2月9日         |
| バーン・ノーティス 元スパイの逆襲                        | 毎週火曜 24:00 - 25:00  | シーズン7                                                                  | 2016年10月25日 - 2017年1月17日        |
| ハリーズ・ロー 裏通り法律事務所                          | 毎週月曜 22:00 - 23:00  | シーズン1 第1話 - 第7話                                                    | 2013年2月11日 - 3月25日               |
| ハリーズ・ロー 裏通り法律事務所                          | 毎週火曜 21:00 - 22:00  | シーズン1 第8話 - 第12話                                                   | 2013年4月2日 - 4月30日                |
| ハリーズ・ロー 裏通り法律事務所                          | 毎週日曜 22:00 - 23:00  | シーズン2                                                                  | 2013年12月1日 - 2014年4月27日         |
| Hawaii Five-0                                            | 毎週木曜 22:00 - 23:00  | シーズン1 - 7                                                              | 2017年2月23日 - 2020年3月26日         |
| ビッグバン★セオリー                                      | 毎週金曜 20:00 - 21:00  | シーズン1 - 5                                                              | 2019年3月1日 - 2020年3月27日          |
| FOREVER Dr.モーガンのNY事件簿                            | 毎週月曜 21:00 - 22:00  |                                                                            | 2018年10月8日 - 2019年3月4日          |
| 4400 未知からの生還者                                    | 毎週水曜 22:00 - 23:00  | シーズン1 - 2                                                              | 2014年2月19日 - 6月25日               |
| フォスター家の事情                                       | 月 - 金曜 9:00 - 10:00  | シーズン1                                                                  | 2015年2月27日 - 3月27日               |
| フォスター家の事情                                       | 毎週土曜 20:00 - 21:00  | シーズン2                                                                  | 2016年3月5日 - 7月30日                |
| フォスター家の事情                                       | 毎週土曜 20:00 - 21:00  | シーズン3                                                                  | 2017年5月27日 - 9月30日               |
| プライベート・プラクティス LA診療所                      | 毎週金曜 22:00 - 23:00  | シーズン1 - シーズン2 第3話                                                | 2013年7月12日 - 9月27日               |
| プライベート・プラクティス LA診療所                      | 毎週水曜 22:00 - 23:00  | シーズン2 第4話 - 第22話                                                   | 2013年10月2日 - 2014年2月12日         |
| プライベート・プラクティス LA診療所                      | 土曜 23:00 - 24:00      | アディソンの魅力 〜プライベート・プラクティス入門〜                        | 2013年7月6日                          |
| ブラックリスト                                           | 毎週水曜 22:54 - 24:40  | シーズン1                                                                  | 2017年10月11日 - 12月27日             |
| ブラックリスト                                           | 毎週水曜 22:54 - 24:40  | シーズン2                                                                  | 2018年7月11日 - 9月26日               |
| ブラックリスト                                           | 毎週水曜 23:00 - 23:50  | シーズン3                                                                  | 2018年10月3日 -                       |
| ブラックリスト                                           | 毎週土曜 23:00 - 24:00  | シーズン4                                                                  | 2019年11月16日 - 2020年3月21日        |
| ブラザーズ&シスターズ                                    | 月 - 金曜 9:00 - 10:00  | シーズン1 - 4                                                              | 2012年3月19日 - 7月17日               |
| ブラザーズ&シスターズ                                    | 毎週土曜 10:00 - 11:00  | シーズン5                                                                  | 2012年10月6日 - 2013年3月2日          |
| フラッシュフォワード                                     | 毎週日曜 22:00 - 23:00  |                                                                            | 2012年3月18日 - 8月12日               |
| プリティ・リトル・ライアーズ                             | 毎週月曜 22:00 - 22:54  | シーズン1 - シーズン2 第6話                                                | 2012年3月19日 - 9月24日               |
| プリティ・リトル・ライアーズ                             | 毎週月曜 22:00 - 23:00  | シーズン2 第7話 - 第25話                                                   | 2012年10月1日 - 2013年2月4日          |
| プリティ・リトル・ライアーズ                             | 毎週土曜 23:00 - 24:00  | シーズン3                                                                  | 2013年10月19日 - 2014年3月29日        |
| プリティ・リトル・ライアーズ                             | 毎週金曜 23:00 - 24:00  | プリティ・リトル・ライアーズ ローズウッド入門 シーズン4 第1話 - 第21話     | 2014年10月3日 - 2015年2月27日         |
| プリティ・リトル・ライアーズ                             | 毎週金曜 24:00 - 25:00  | シーズン4 第22話 - 第24話                                                  | 2015年3月6日 - 3月20日                |
| プリティ・リトル・ライアーズ                             | 毎週月曜 21:00 - 22:00  | シーズン5                                                                  | 2016年11月14日 - 2017年5月15日        |
| プリティ・リトル・ライアーズ                             | 毎週火曜 0:40 - 2:30    | シーズン6                                                                  | 2017年10月10日 - 12月19日             |
| プリティ・リトル・ライアーズ                             | 毎週土曜 20:00 - 21:00  | シーズン7                                                                  | 2019年2月9日 - 6月22日                |
| フレンズ                                                 | 月-金曜 13:30 - 14:00   | シーズン1 - 6                                                              | 2012年10月1日 - 2013年1月9日          |
| フレンズ                                                 | 月 - 金曜 14:30 - 15:00 | シーズン1 - 6                                                              | 2012年10月1日 - 2013年1月9日          |
| フレンズ                                                 | 月 - 金曜 19:30 - 20:00 | シーズン7 第1話 - 第16話                                                   | 2014年3月14日 - 4月4日                |
| フレンズ                                                 | 月 - 金曜 10:00 - 10:30 | シーズン7 第17話 - シーズン10                                              | 2014年4月7日 - 7月17日                |
| HELIX 黒い遺伝子                                         | 毎週土曜 23:00 - 24:00  | シーズン1                                                                  | 2015年1月10日 - 4月4日                |
| HELIX 黒い遺伝子                                         | 毎週土曜 23:00 - 24:00  | シーズン2                                                                  | 2015年7月18日 - 10月10日              |
| ホームランド                                             | 毎週土曜 23:00 - 24:00  | シーズン1                                                                  | 2013年7月13日 - 9月28日               |
| ホームランド                                             | 毎週土曜 23:00 - 24:00  | シーズン3                                                                  | 2015年4月18日 - 7月4日                |
| ホームランド                                             | 毎週土曜 23:00 - 24:00  | シーズン4                                                                  | 2016年1月23日 - 4月9日                |
| ホームランド                                             | 毎週月曜 23:00 - 24:00  | シーズン2                                                                  | 2014年4月7日 - 6月23日                |
| ホームランド                                             | 毎週火曜 24:00 - 25:00  | シーズン5                                                                  | 2017年8月15日 - 10月31日              |
| ホームランド                                             | 毎週月曜 23:54 - 26:00  | シーズン6                                                                  | 2018年8月13日 - 9月17日               |
| BONES -骨は語る-                                         | 毎週木曜 22:00 - 23:00  | シーズン1 - 8                                                              | 2012年3月22日 - 2015年6月4日          |
| BONES -骨は語る-                                         | 毎週木曜 22:00 - 23:00  | シーズン9 - 11                                                             | 2015年11月19日 - 2017年2月16日        |
| BONES -骨は語る-                                         | 月 - 水曜 22:54 - 24:40 | シーズン12                                                                 | 2018年3月5日 - 3月14日                |
| 法医学医 ダニエル・ハロウ                                | 毎週木曜 21:00 - 22:00  | シーズン1                                                                  | 2020年1月16日 - 3月19日               |
| 牡丹と薔薇                                               | 月 - 金曜 11:00 - 11:30 |                                                                            | 2014年10月6日 - 12月26日              |
| ボディ・オブ・プルーフ 死体の証言                        | 毎週土曜 22:00 - 23:00  | シーズン1 - 2                                                              | 2016年1月9日 - 7月23日                |
| ボディ・オブ・プルーフ 死体の証言                        | 毎週土曜 22:00 - 23:00  | シーズン3                                                                  | 2017年3月4日 - 6月10日                |
| ポリティカル・アニマルズ                                 | 毎週土曜 22:00 - 23:00  | シーズン1                                                                  | 2014年8月23日 - 9月27日               |
| ホワイトカラー                                           | 毎週火曜 21:00 - 22:00  | シーズン1 - 3                                                              | 2013年5月7日 - 2014年3月18日          |
| ホワイトカラー                                           | 毎週火曜 21:00 - 22:00  | シーズン4                                                                  | 2014年12月9日 - 2015年3月24日         |
| ホワイトカラー                                           | 毎週火曜 21:00 - 22:00  | シーズン5                                                                  | 2015年10月20日 - 2016年1月12日        |
| ホワイトカラー                                           | 毎週金曜 21:00 - 22:00  | シーズン6                                                                  | 2016年9月2日 - 10月7日                |
| マクガイバー                                             | 毎週土曜 21:00 - 22:00  | シーズン1                                                                  | 2017年10月7日 - 2018年2月24日         |
| マクガイバー                                             | 毎週日曜 22:00 - 23:00  | シーズン2                                                                  | 2019年7月7日 - 12月8日                |
| マーベル インヒューマンズ                                | 毎週土曜 21:00 - 22:00  |                                                                            | 2018年3月3日 - 4月21日                |
| マーベル エージェント・オブ・シールド                    | 毎週土曜 21:00 - 22:00  | シーズン1                                                                  | 2015年7月18日 - 12月12日              |
| マーベル エージェント・オブ・シールド                    | 毎週土曜 21:00 - 22:00  | シーズン2                                                                  | 2016年3月26日 - 8月20日               |
| マーベル エージェント・オブ・シールド                    | 毎週土曜 21:00 - 22:00  | シーズン3                                                                  | 2017年1月21日 - 6月24日               |
| マーベル エージェント・オブ・シールド                    | 毎週土曜 21:00 - 22:00  | シーズン4                                                                  | 2018年4月28日 - 9月29日               |
| マーベル エージェント・オブ・シールド                    | 毎週土曜 21:00 - 22:00  | シーズン5                                                                  | 2019年3月9日 - 8月3日                 |
| マーベル エージェント・オブ・シールド                    | 毎週土曜 21:00 - 22:00  | シーズン6                                                                  | 2019年12月7日 - 2020年3月7日          |
| マーベル エージェント・カーター                          | 毎週土曜 21:00 - 22:00  | シーズン1                                                                  | 2016年8月27日 - 10月15日              |
| マーベル エージェント・カーター                          | 毎週土曜 21:00 - 22:00  | シーズン2                                                                  | 2017年7月1日 - 9月2日                 |
| マンハッタンに恋をして 〜キャリーの日記〜                | 毎週土曜 23:00 - 24:00  | シーズン1                                                                  | 2014年4月12日 - 7月5日                |
| マンハッタンに恋をして 〜キャリーの日記〜                | 毎週月曜 21:00 - 21:57  | シーズン2                                                                  | 2016年4月11日 - 7月4日                |
| 見えない訪問者 〜ザ・ウィスパーズ〜                      | 毎週土曜 23:00 - 24:00  | シーズン1                                                                  | 2016年4月16日 - 7月9日                |
| ミストレス                                               | 毎日 24:00 - 26:00      | シーズン1 - 2                                                              | 2012年3月17日 - 3月22日               |
| ミストレス                                               | 毎週土曜 23:00 - 24:00  | シーズン3                                                                  | 2012年12月15日 - 2013年1月5日         |
| ミッシング                                               | 毎週土曜 21:00 - 22:00  |                                                                            | 2012年8月25日 - 10月27日              |
| Major Crimes 重大犯罪課                                  | 毎週土曜 22:00 - 23:00  | シーズン1                                                                  | 2014年6月14日 - 8月16日               |
| Major Crimes 重大犯罪課                                  | 毎週土曜 22:00 - 23:00  | シーズン2                                                                  | 2015年8月8日 - 12月12日               |
| Major Crimes 重大犯罪課                                  | 毎週土曜 22:00 - 23:00  | シーズン3                                                                  | 2016年8月13日 - 12月17日              |
| Major Crimes 重大犯罪課                                  | 毎週土曜 22:00 - 23:00  | シーズン4                                                                  | 2017年7月29日 - 12月30日              |
| Major Crimes 重大犯罪課                                  | 毎週土曜 22:00 - 23:00  | シーズン5                                                                  | 2018年6月16日 - 11月3日               |
| Major Crimes 重大犯罪課                                  | 毎週土曜 22:00 - 23:00  | シーズン6                                                                  | 2019年6月1日 - 8月31日                |
| メル&ジョー 好きなのはあなたでしょ?                      | 月 - 木曜 18:00 - 18:30 | シーズン1 第1話 - 第20話                                                   | 2012年3月19日 - 4月19日               |
| メル&ジョー 好きなのはあなたでしょ?                      | 月 - 木曜 18:00 - 19:00 | シーズン1 第21話 - 第30話                                                  | 2012年4月23日 - 4月30日               |
| メル&ジョー 好きなのはあなたでしょ?                      | 土・日曜 18:00 - 18:30  | シーズン2                                                                  | 2012年12月15日 - 2013年2月10日        |
| メンタリスト                                             | 毎週金曜 22:00 - 23:00  | シーズン1                                                                  | 2015年4月3日 - 9月4日                 |
| メンタリスト                                             | 毎週日曜 23:00 - 24:00  | シーズン2                                                                  | 2016年4月3日 - 9月4日                 |
| メンタリスト                                             | 毎週日曜 23:00 - 24:00  | シーズン3                                                                  | 2017年4月16日 - 9月24日               |
| メンタリスト                                             | 毎週日曜 23:00 - 24:00  | シーズン4                                                                  | 2018年4月15日 - 9月30日               |
| メンタリスト                                             | 毎週日曜 23:00 - 24:00  | シーズン5                                                                  | 2019年4月7日 - 9月1日                 |
| よみがえり 〜レザレクション〜                            | 毎週土曜 21:00 - 22:00  | シーズン1                                                                  | 2014年9月6日 - 10月25日               |
| よみがえり 〜レザレクション〜                            | 毎週土曜 21:00 - 22:00  | シーズン2                                                                  | 2015年4月18日 - 7月11日               |
| ラッシュアワー                                           | 毎週土曜 21:00 - 22:00  |                                                                            | 2019年8月24日 - 2019年11月16日        |
| リベンジ                                                 | 毎週土曜 21:00 - 22:00  | シーズン1 1時間でわかるリベンジ シーズン1 総集編                           | 2012年3月17日 - 8月18日 2013年3月16日 |
| リベンジ                                                 | 毎週土曜 21:00 - 22:00  | シーズン3                                                                  | 2014年3月8日 - 8月2日                 |
| リベンジ                                                 | 毎週土曜 22:00 - 23:00  | シーズン2                                                                  | 2013年3月23日 - 8月10日               |
| リベンジ                                                 | 毎週日曜 23:00 - 24:00  | シーズン4                                                                  | 2015年4月12日 - 9月13日               |
| リミットレス                                             | 毎週土曜 21:00 - 22:00  |                                                                            | 2018年10月6日 - 2019年3月2日          |
| リンガー 〜2つの顔〜                                     | 毎週日曜 22:00 - 23:00  | シーズン1                                                                  | 2012年8月20日 - 2013年1月13日         |
| LUCIFER/ルシファー                                       | 毎週月曜 21:00 - 22:00  | シーズン1                                                                  | 2019年5月20日 -                       |
| LAW & ORDER:クリミナル・インテント                       | 毎週日曜 23:00 - 24:00  | シーズン1                                                                  | 2012年3月18日 - 8月12日               |
| LAW & ORDER:クリミナル・インテント                       | 毎週火曜 23:00 - 24:00  | シーズン2 第1話 - 第18話                                                   | 2013年4月2日 - 7月30日                |
| LAW & ORDER:クリミナル・インテント                       | 毎週火曜 23:00 - 24:00  | シーズン3 第1話 - 第8話                                                    | 2014年2月11日 - 4月1日                |
| LAW & ORDER:クリミナル・インテント                       | 毎週火曜 24:00 - 25:00  | シーズン2 第19話 - 第23話                                                  | 2013年8月6日 - 9月10日                |
| LAW & ORDER:クリミナル・インテント                       | 毎週火曜 24:00 - 25:00  | シーズン3 第9話 - シーズン5 第6話                                          | 2014年4月15日 - 2015年1月27日         |
| LAW & ORDER:クリミナル・インテント                       | 毎週火曜 25:00 - 26:00  | シーズン5 第7話 - 第22話                                                   | 2015年2月3日 - 5月19日                |
| LAW & ORDER:性犯罪特捜班                                 | 毎週木曜 23:00 - 24:00  | シーズン1                                                                  | 2012年3月22日 - 8月16日               |
| LAW & ORDER:性犯罪特捜班                                 | 毎週月曜 23:00 - 24:00  | シーズン2 第1話 - 第18話                                                   | 2013年4月1日 - 2013年7月29日          |
| LAW & ORDER:性犯罪特捜班                                 | 毎週月曜 24:00 - 25:00  | シーズン2 第18話 - 第21話                                                  | 2013年8月5日 - 8月19日                |
| LAW & ORDER:性犯罪特捜班                                 | 毎週月曜 24:00 - 25:00  | シーズン3 第11話 - シーズン4                                               | 2014年4月7日 - 12月29日               |
| LAW & ORDER:性犯罪特捜班                                 | 毎週月曜 24:00 - 25:00  | シーズン5                                                                  | 2015年3月2日 - 8月17日                |
| LAW & ORDER:性犯罪特捜班                                 | 毎週水曜 23:00 - 24:00  | シーズン3 第1話 - 第10話                                                   | 2014年1月29日 - 4月2日                |
| LOST                                                     | 毎週日曜 21:00 - 22:00  | シーズン1 - シーズン3 第6話                                                | 2012年3月18日 - 2013年3月31日         |
| LOST                                                     | 毎週月曜 21:00 - 22:00  | シーズン3 第7話 - シーズン6                                                | 2013年4月1日 - 2014年7月7日           |
| LOST                                                     | 土曜 15:00 - 16:00      | 1時間でわかるLOST ダイジェスト「終わりなき旅」                             | 2012年8月11日                         |
| LOST                                                     | 日曜 20:00 - 21:00      | シーズン1 総集編                                                           | 2012年9月9日                          |
| LOST                                                     | 日曜 20:00 - 21:00      | 1時間でわかるLOST シーズン2「審判の日」                                    | 2013年1月20日                         |
| LOST                                                     | 日曜 20:00 - 21:00      | 1時間でわかるLOST シーズン2 総集編                                         | 2013年2月24日                         |
| 私たちがプロポーズされないのには、 101の理由があってだな | 毎週木曜 19:00 - 20:00  |                                                                            | 2015年7月2日 - 8月20日                |
| 私と彼とマンハッタン                                     | 毎週土曜 19:30 - 20:00  | シーズン1                                                                  | 2015年6月27日 - 9月12日               |
| 私はラブ・リーガル                                       | 毎週火曜 23:00 - 24:00  | シーズン1                                                                  | 2012年7月24日 - 10月16日              |
| 私はラブ・リーガル                                       | 毎週日曜 22:00 - 23:00  | シーズン2                                                                  | 2013年4月7日 - 6月30日                |
| 私はラブ・リーガル                                       | 毎週火曜 21:00 - 22:00  | シーズン3                                                                  | 2014年4月8日 - 7月1日                 |
| 私はラブ・リーガル                                       | 毎週月曜 21:00 - 22:00  | シーズン4                                                                  | 2015年3月9日 - 6月1日                 |
| 私はラブ・リーガル                                       | 毎週月曜 22:54 - 24:40  | シーズン5 - 6                                                              | 2018年5月7日 - 8月6日                 |
| ワンス・アポン・ア・タイム                               | 毎週水曜 21:00 - 22:00  | シーズン1                                                                  | 2014年10月1日 - 2015年2月25日         |
| ワンス・アポン・ア・タイム                               | 毎週日曜 20:00 - 21:00  | シーズン2                                                                  | 2016年2月14日 - 7月10日               |

※2014年10月から2015年9月まで、平日の10:30-11:30は東海テレビ昼ドラマのうち、東海テレビが著作権を失効した作品の再放送を行っていた。

#### サタデーナイト・ドラマ
サタデーナイト・ドラマ(Saturday Night Drama)とは、2014年10月4日から設定された番組枠である。この枠は日本初放送の作品とDlifeお勧めのドラマが放送されている。該当ドラマについてはドラマ節を参照。最初に放送されたのは「ホームランド」（2013年8月10日 23:00 - 24:00）である。2020年3月21日の放送分を終了し、7年間の歴史に幕を閉じた。最後に放送されたのは「THE BLACKLIST/ブラックリスト」（2020年3月21日 23:00 - 24:00）である。
放送日時
- 土曜日21:00 - 23:00（2014年10月4日）[26]
- 毎週土曜日21:00 - 24:00（2014年10月11日 - 2020年3月21日）[26][82][83]

公式サイト

### 情報・バラエティ
- アメリカン・ダンスアイドル - 毎週木曜日 19:00 - 21:00（第7シーズン 第1回 - 第23回[84]・2012年5月3日 - 10月4日）、隔週木曜日 19:00 - 19:54（第7シーズン 第5回 - 第21回・2012年5月31日 - 9月20日）、毎週金曜日 19:00 - 21:00（第8シーズン 第1回 - [85]・2013年5月17日 - ）、金曜日 19:00 - 20:00（第8シーズン 第3回、第7回 - ・2013年5月31日、7月5日 - ）
- アメリカン・ネクスト・スター - 毎週金曜日 19:00 - 21:00（第6シーズン 第1回、第11回 - 第29回[86]、第32回・2012年10月5日、12月17日 - 2013年4月19日、2013年5月10日)、毎週金曜日 19:00 - 20:00（第6シーズン 第2回 - 第10回、第31回・2012年10月12日 - 12月10日、2013年5月3日）、隔週金曜日 19:00 - 20:00（第6シーズン 第12回 - 第30回・2012年12月24日 - 2013年4月26日）
- トップ・シェフ - 月曜日 20:00 - 21:00（シーズン1 - シーズン2 第9回・2012年5月7日 - 9月24日）、火曜日 19:00 - 19:54（マスターズ編 シーズン1・2012年6月12日 - 8月14日、デザート編 シーズン1・2012年8月21日 - 10月23日、マスターズ編 シーズン2・2012年10月30日 - 2013年1月1日）、月曜日 19:00 - 20:00（シーズン2 第10回 - シーズン3・2012年10月1日 - 2013年2月18日、シーズン3 ホリデースペシャル・2013年2月25日、マスターズ編 シーズン3 第1回・第2回・2013年3月4日、3月11日）、月・火曜日 19:00 - 20:00（マスターズ編 シーズン3 第三回 - 第六回・2013年3月18日 - 3月25日）、月曜日 - 木曜日 19:00 - 20:00（マスターズ編 シーズン3 第7回 - 第10回・2013年4月1日 - 4月4日）
- マーサ・スチュワート・ショー - 土曜日・日曜日 12:00 - 13:00（2012年6月2日 - 2013年3月31日）、月曜日 - 木曜日 19:00 - 20:00（2013年4月8日[87] - 6月27日）、火曜日 - 金曜日 10:30 - 11:30（2013年7月16日 - 7月19日[88]）
- エレンの部屋 - 月曜日 - 金曜日 15:00 - 16:00（2012年3月19日 - 2012年9月28日）、土曜日・日曜日 29:00 - 30:00（2012年5月5日 - 2013年3月31日）、月曜日 - 金曜日 20:00 - 21:00（2012年10月1日 - 6月28日[89]）、金曜日 28:00 - 29:00（2013年4月5日 - ）、金曜日 20:00 - 21:00（2013年7月5日 - ）
- 1分間チャレンジ 〜めざせ!100万ドル - 月曜日 19:00 - 19:54・20:00 - 21:00（シーズン1 第1回 - 第14回・2012年3月19日 - 4月30日)、月曜日 19:00 - 19:54（シーズン1 第15回 - 第27回・2012年5月7日 - 7月30日)、月曜日 18:00 - 18:54（シーズン2・2012年11月19日 - ）
- ジャパニーズゲームショー「マジで!?」 - 火曜日 19:00 - 19:54・20:00 - 21:00（シーズン1 - シーズン2 第四回・2012年3月20日 - 4月24日）、火曜日 19:00 - 19:54（シーズン2 第5回 - 第10回・2012年5月1日 - 6月5日）
- 健康バラエティ ドクター・オズ・ショー - 毎日 12:00 - 13:00（2012年3月19日 - 6月1日）、月曜日 - 金曜日 12:00 - 13:00（2012年6月4日 - 9月28日）、毎日 6:00 - 7:00（2012年10月1日 - 2013年4月21日[90]）、月曜日 - 金曜日 6:00 - 7:00（2013年5月20日 - ）
- サバイバー
- 子育てリアリティ 出張しつけ相談 - 火曜日 20:00 - 21:00（2012年5月1日 - 9月25日）
- お母さん交換 家族改造計画 - 水曜日 20:00 - 20:54（2012年5月2日 - 9月26日）
- ザ・ファッションショー 若きデザイナーたちのバトル - 水曜日 19:00-19:54・20:00-20:54（シーズン1・2012年3月21日 - 4月25日）[91]、水曜日 19:00-19:54（シーズン2・2012年5月2日 - 7月4日）
- ティム・ガンのファッションチェック
- ジェイミー・オリヴァーの30MM 〜ぼくのクッキング・スタイル
- ナイジェルのシンプルレシピ - 原題：Nigel Slater's Simple Suppers、英国BBC制作の料理番組。
- ハリウッドトップ10
- 寄付する資産家たち
- トゥルー・ハリウッド・ストーリー - 木曜日 19:00 - 19:54・20:00 - 21:00（2012年3月22日 - 4月26日） 、隔週木曜日 20:00 - 21:00（2012年5月31日 - 9月20日）
- ナイジェラキッチン - ナイジェラ・ローソンが出演する2010年に制作された番組。
- グウィネス・パルトロウのSpain on the road - 毎週木曜日 19:00 - 20:00（2012年10月11日 - 2013年1月3日）
- マーサの楽しい焼き菓子づくり - 原題：Martha Bakes、マーサ・スチュワートがマーサ流の焼き菓子づくりをレクチャーする料理番組。
- ナイジェルのシンプルクッキング
- ～ジャーダのおもてなしレシピ～
- マーサの楽しい料理教室
- ジェイミー・オリヴァー 15MM 〜ぼくのスマートクッキング〜
- スカウト / スーパーモデルへの道 - 毎週水曜日 19:00 - 20:00（2012年12月12日 - 2013年1月30日）
- 37th ホリプロタレントスカウトキャラバン2012 - 2012年9月30日 14:00 - 15:30（JST）[92][93]
- 夢と魔法のディズニーリゾート ハワイ・アウラニ 〜魅力満載!ディズニー・バケーション・クラブ〜 - 土曜 20:30 - 21:00（2012年11月3日）
- ブリットアウォーズ授賞式
2012年の模様 - 2012年12月8日 19:00 - 21:00（JST）[94]
2013年の模様 - 2013年3月30日 20:00 - 22:00（JST）[95]
2014年の模様 - 2014年3月8日 24:00 - 26:00[96]
- 2012ミス・ユニバース世界大会 - 2013年3月17日 19:00 - 20:30（JST）[95]
- ディズニーランド・ストーリー - 毎週土曜日・日曜日 14:30 - 15:30（2014年3月15日 - 2015年2月13日）（日本語吹き替え放送および字幕放送なし）
- 20/20（アメリカABC制作）
- クリック（イギリスBBC制作）
- トラベル・ナビゲータ（イギリスBBC制作）
- BBCワールドニュース（イギリスBBC制作）
- BBCワールドニュース・アメリカ（イギリスBBC制作）
- ニュースデイ（イギリスBBC制作）
- BBCワールドニュース ロンドンライブ（イギリスBBC制作） - ロンドンオリンピック期間中にオリンピック・スタジアムを望むスタジオから放送された。
- ザ・ハブ ニック・ゴーイング（イギリスBBC制作）
- グローバル ジョン・ソペル（イギリスBBC制作）
- インパクト ミシェル・フセイン（イギリスBBC制作）
- ブルームバーグ ウエスト
- ブルームバーグリワインド
- 食べまくり!ドライブ in USA - 毎週日曜日 15:30 - 16:00（2015年5月3日 - 7月25日）
- マーベル75年の軌跡 コミックからカルチャーへ! - 2015年7月5日 22:00 - 23:00
- ラジオな2人→ラジオな2人　リレー（2015年10月14日 - 2016年9月18日）- 月曜～金曜・23:00→火曜～土曜01:00→日曜23:55
- 住人十色 - 火曜19:00 - 19:30（同時間帯は2015年4月7日 - 16年10月4日、同年12月21日 - 翌17年9月26日は水曜19:30 - 19:30、16年春クールと翌17年5月28日からは日曜9:30 - 10:00も。MBSテレビ制作、字幕放送なし）
- Disney コレキタ!（2016年4月7日 - 9月29日） - 塚地武雅、佐谷戸ミナ出演
- トラベルサラダ - 火曜19:00 - 19:30（2016年10月11日 - 17年1月10日、ABCテレビ制作。原案・「朝だ!生です旅サラダ」）
- グッと!地球便 - 火曜19:30 - 20:00（2017年1月17日 - 、ytv制作、字幕放送なし）
- 1個だけイエロー - 土曜11:00 - 11:30（2017年10月21日から再放送。2016年10月18日 - 17年9月26日は火曜19:30 - 20:00 、メ〜テレ制作）
- H.I.S. presents テリー伊藤の世界のタビセツ - 水曜19:00 - 19:30（2016年12月21日 - 再放送日曜深夜0:25 - 0:55（月曜未明）、H.I.S.著作、TOKYO MX制作）
- ワルノリ！どっきりギャング - 金曜20:00 - 21:00（2019年1月18日 - 2月22日、ディズニーXD制作、）
- 男子旅 - 土曜20:00 -20:55（2016年10月2日 - 2020年3月29日）
- ブリティッシュ ベイクオフ シーズン4 - 水曜20:00 - 21:00（2018年1月8日 - 3月5日）、土曜2:00 - 3:00（金曜深夜）（2018年1月12日 - 3月9日）[97]

#### Dlife NAVI
Dlife NAVI（ディーライフ ナビ）は、2012年3月23日から9月28日まで毎週金曜日23:54 - 24:00を本放送として放送されていたミニ番組で、当該時間外にも放送されていた。ナビゲーターのSHIHOがDlifeで放送される番組を紹介しつつ、「SHIHO'S LOOK」と題してSHIHOの独自の視点でその番組の逸話などを紹介していた。また、テレビ朝日映像がViViA名義で製作協力している。
- 特集された番組
  - リベンジ
  - プリティ・リトル・ライアーズ シーズン2
  - ミストレス
- 公式サイト
Dlife NAVI公式サイト[リンク切れ]

#### Dlife+
Dlife+（Dlifeプラスとも）は、2012年10月5日から2013年6月28日まで毎週金曜日23:54 - 24:00を本放送として放送されていたミニ番組である。小島奈津子が生活にプラスになる情報や、その物、Dlifeで放送される番組を紹介し、毎週視聴者へのプレゼントが登場した。また、イースト・エンタテインメントが製作協力していた。
- 公式サイト
Dlife+公式サイト[リンク切れ]

### アニメ
ディズニー資本の局ではあるが、アニメに関してはディズニーアニメに拘らず、日本のアニメも旧作・近作を中心に朝・夕方・深夜帯で適宜放送している。2017年以降はDlifeで世界初放送となるアニメも放送している（『マーベル フューチャー・アベンジャーズ』、『ファイアボール ユーモラス』）。2013年5月4日放送開始。最初に放送されたのは「イナズマイレブン」（2013年5月4日18:00 - 18：30）である。2020年3月28日の放送分をもって終了し、7年間の歴史に幕を閉じた。最後に放送されたのは「マーベル　ガーディアンズ・オブ・ギャラクシー」（2020年3月28日 18:00 - 19:00）である。
- アタックNo.1 - 毎週金曜日 19:00 - 19:30（フジテレビ、トムス・エンタテインメント製作、2015年4月10日 - 2016年10月14日、第78話で打ち切り）
- エースをねらえ! - 毎週金曜日 19:30 - 20:00（MBSテレビ、トムス・エンタテインメント製作、2015年4月10日 - 9月25日）
- 新・エースをねらえ! - 毎週金曜日 19:00 - 19:30（日本テレビ系で放送、トムス・エンタテインメント製作、2015年10月2日 - 2016年4月15日）
- キャッツ・アイ - 毎週金曜 19:30 - 20:00（日本テレビ系で放送、トムス・エンタテインメント制作、2016年4月22日 - 12月30日。放送当時は編成上の都合により第1部のみ）
- レゴ ニンジャゴー - 毎週金曜日 19:00 - 19:30（テレビ東京製作、2017年8月4日 - 2018年7月27日、コロコロチャンネルより2ヶ半月遅れ、字幕放送なし、かつてアニマックスで放送。無料BS局初放送）（最新エピソードはコロコロチャンネルで配信）
- イナズマイレブン - 毎週土曜日 18:00 - 18:30（テレビ東京製作、2013年5月4日 - 2015年10月10日・2017年7月15日 - 2019年12月14日、テレビ東京より4年7か月遅れ、かつてBSテレビ東京（当時はBSジャパン）で放送したため実質再放送、字幕放送なし）
- ダンボール戦機 - 毎週土曜日 18:00 - 18:30（テレビ東京製作、2015年10月17日 - 2017年7月1日、かつてBSテレビ東京（当時はBSジャパン）で放送したため実質再放送、字幕放送なし）
- アルティメット・スパイダーマン - 毎週土曜日 9:30 - 10:00（ディズニーXD製作、2013年10月5日 - 2017年4月29日、テレビ東京より215日遅れ、字幕放送なし）
- ディスク・ウォーズ:アベンジャーズ - 毎週土曜日 18:30 - 19:00（テレビ東京製作、2014年7月26日 - 2016年7月30日、テレビ東京より109日遅れ、字幕放送なし）
- アベンジャーズ・アッセンブル - 毎週土曜日 18:30 - 19:00（ディズニーXD製作、2016年8月6日 - 2017年8月5日、テレビ東京より137日遅れ、字幕放送なし）、毎週月曜日 18:00 - 18:30（2019年1月28日 - 2020年1月20日）
- マーベル アベンジャーズ：ウルトロン・レボリューション - 毎週月曜日 18:00 - 19:56（2020年1月27日 - 3月23日）（ディズニーXDではマーベル アベンジャーズ：ブラックパンサー・クエストとして放送）
- マーベル フューチャー・アベンジャーズ - 毎週土曜日 8:00 - 8:30（第1期：2017年7月22日 - 2018年1月21日）、毎週月曜日 18:00 - 18:30（第2期：2018年7月30日 - 2019年1月21日）（Dlifeアプリでも配信）
- マーベル スパイダーマン - 毎週土曜日 8:30 - 9:00（2017年7月22日 - 2018年4月14日）、毎週月曜日 18:30 - 19:00（2017年7月24日 - 2018年4月16日）、毎週月曜日 18:30 - 18:56（2018年10月22日 - 2020年1月20日）（ディズニーXD製作）（Dlifeアプリでも配信）（最新エピソードはディズニーXDで放送）
- マーベル ガーディアンズ・オブ・ギャラクシー - 毎週土曜日 8:30 - 9:00（2018年4月21日 - 7月21日）、毎週月曜日 18:30 - 19:00（2018年4月23日 - 7月23日）、毎週月曜日 18:30 - 18:56（2018年7月30日 - 10月15日）、毎週土曜日 18:00 - 19:00（2020年1月4日 - 3月28日）（ディズニーXD製作）（ディズニーXDではマーベル ガーディアンズ・オブ・ギャラクシー：ミッション・ブレイクアウト！として放送）
- マーベル おしえて!スパイダーマン - 毎週月曜日 19:56 - 20:00（2018年7月30日 - 2020年3月23日）（ディズニーXD製作）
- マイリトルポニー〜トモダチは魔法〜 - 毎週土曜日 8:30 - 9:00、9:30 - 10:00（2018年8月4日 - 2020年3月28日）
- ファイアボール ユーモラス - 毎月金曜日 21:56 - 22:00（2017年10月6日 - 12月8日）（Dlifeアプリでも配信）
- スター・ウォーズ 反乱者たち - 2015年1月24日19:00 - 20:00 （第1話のみ）[98]、毎週日曜日9:30 - 10:00（2015年12月6日 - 2016年12月4日）、毎週土曜日9:30 - 10:00（2017年7月15日 - 12月9日・2018年7月7日 - 10月21日）（ディズニーXD製作）
- スター・ウォーズ/クローン・ウォーズ ザ・ロストミッション - 2015年12月23日 1:50 - 19:26
- LEGO スター・ウォーズ/フリーメーカーの冒険 - 毎週金曜日 18:30 - 19:00（2017年9月8日 - 2018年8月31日）、毎週土曜日 9:30 - 10:00（2018年10月28日 - 2019年4月21日・9月21日 - 2020年3月）（ディズニーXD製作）
- スター・ウォーズ/フォース・オブ・デスティニー 18:30 - 19:00(2017年12月14日・2018年1月30日)、26:30 - 27:00(2017年12月22日)、25:00 - 26:00(2018年6月22日)
- スター・ウォーズ レジスタンス - 2018年12月9日 19:00 - 20:00（ディズニー・チャンネル製作）、毎週土曜日 9:30 - 10:00（2019年4月28日 - 9月14日）

※以下の毎週土曜（金曜深夜）2:00～2:30枠および2:30～3:00枠で放送したアニメは『東京喰種』以外、他局で放送済の作品であり、実質的には再放送扱い（すべて字幕放送なし）。これ以外にも、ディズニー・スターウォーズ関連作品の一部シリーズも同じ時間帯で適宜放送している（大半は全日帯に本放送をしている作品のリピート放送）。主にTBS系列で放送されたアニメが多かった。
- 東京喰種トーキョーグール - 毎週土曜 2:00 - 枠。（2014年7月11日 - 9月27日）
  - 開局以来初めて、深夜帯で日本の新作アニメ（地上波では独立局主体で放送しているアニメ）を放送。
- ブレイドアンドソウル - （TBS製作、2014年10月3日 - 12月26日、土曜2:30 - 枠。BSではBS-TBSで放送済）
- 進撃の巨人 - 土曜 2:30 - 枠（2014年10月 - 2015年3月。BSではBS11で放送済）
  - MBSアニメシャワー枠および独立局などを主体として放送した作品。本局では第1期のみ放送。
- 結城友奈は勇者であるシリーズ - 土曜 2:00 - 2:30枠。（MBS製作アニメイズム枠作品。BSではBS-TBSで放送済）2015年4月 - 6月には第1期を本局初放送。2018年1月 - 6月には第2期を組み合わせ劇中の時間軸に沿った順番で「クロニクル放送」を実施した。
- ローリング☆ガールズ - 土曜 2:00 - 2:30枠。（2015年7月3日 - 9月18日、BSではBS11で放送済）
- Classroom☆Crisis - 土曜 2:00 - 2:30枠。（MBS製作アニメイズムB1枠作品、2015年10月2日 - 12月25日、BSではBS-TBSで放送済）
- ノラガミ ARAGOTO - 土曜 2:00 - 2:30枠。（2016年4月1日 - 6月24日、BSではBSフジとBS11で放送済）
  - アニメ第2期にあたるが第1期は未放送。
- ブブキ・ブランキ - 土曜 2:00 - 2:30枠（2016年7月 - 9月に第1期 、2017年1月 - 4月に第2期、BSではBS11で放送済）。
- 七つの大罪 戒めの復活 - 土曜 2:00 - 2:30枠（2018年7月 - 12月、MBS制作アニメサタデー630前半枠作品）
  - アニメ第2期にあたる。無料BS局初放送。第1期は未放送（アニマックスで1・2期放送済）。
- 賭ケグルイ - 土曜 2:00 - 2:30枠（2019年1月12日 - 3月30日、BSではBS日テレ、BS11で放送済）
  - 本局では第1期のみ放送。
- コンビニカレシ - 土曜 2:00 - 2:30枠（2019年4月6日 - 6月22日、BSではBS-TBSで放送済）
- 学園BASARA - 土曜 2:00 - 2:30枠（2019年10月 - 12月、BSではBS-TBSで放送済）

### DISNEY TIME
ディズニーの番組を専門にする番組ゾーン。2012年3月18日放送開始。最初に放送されたのは「ジェイクとネバーランドのかいぞくたち」(2012年3月18日 7:00 - 7:30)である。2013年11月ごろより、ディズニードラマとディズニーアニメと合わせて「DISNEY TIME」として放送。2020年3月30日の放送分をもって終了し、8年間の歴史に幕を閉じた。最後に放送されたのは「ツムツム」(2020年3月30日 19:50 - 20:00)である。

#### ディズニードラマ
- ジェシー! - 土・日曜日 17:30 - 18:00（第1話 - 16話（2012年3月24日 - 5月13日）、第17話 - 16話（2012年7月21日 - 8月19日））、月 - 金曜日 17:30 - 18:00（2013年10月16日 - 11月19日）、土・日曜日 17:30 - 18:00（2014年2月8日 - 2015年2月14日）、月 - 金曜日　(2015年3月2日 - 2016年11月18日)、土・日曜日 16:30 - 17:00（2017年4月23日 - 2018年4月15日）
- シェキラ! - 土・日曜日 17:00 - 17:30（2012年3月24日 - 7月14日、7月15日 - 12月23日、12月29日 - 2013年2月3日）、月 - 金曜日 17:30 - 18:00（2013年2月4日 - 3月21日、3月22日 - 5月24日、5月27日 - 7月30日、7月31日 - 10月15日、11月20日 - 12月20日）、月 - 金曜日 18:00 - 18:30（2014年1月13日 - 10月13日）、土曜日 19:30 - 20:00（2019年9月21日 - 2020年2月8日）
- ジョナス - 土・日曜日 16:30 - 17:00（2012年3月24日 - 5月27日、7月22日 - 9月29日）
- ジョナス in L.A. - 土・日曜日 16:30 - 17:00（2012年6月2日 - 7月21日、9月30日 - 11月17日）
- サニー with チャンス - 月 - 金曜日 17:30 - 18:00 （2012年3月19日 - 5月17日）[99]
- ウェイバリー通りのウィザードたち - 月 - 金曜日 17:00 - 17:30 （2012年5月25日 - 2013年1月4日）、火 - 木曜日 26:30 - 27:00 (2018年10月9日 - 2019年6月27日）、金曜日 19:00 - 20:00 (2019年2月8日 - 10月4日）（Dlifeアプリでも配信）
- シークレット・アイドル ハンナ・モンタナ - 月 - 金曜日 17:30 - 18:00（2012年5月18日 - 9月12日、2012年10月4日 - 2013年1月31日）（Dlifeアプリのみ配信）
- シークレット・アイドル ハンナ・モンタナ フォーエバー - 月 - 金曜日17:30 - 18:00（2012年9月13日 - 10月3日）
- グッドラックチャーリー - 土・日曜日 17:30 - 18:00（2012年8月26日 - 2014年2月2日）、月 - 金曜日 18:30 - 19:00（2014年2月3日 - 2015年2月27日）、日曜日 19:00 - 20:00（2019年8月25日 - 2020年3月8日）
- スイート・ライフ オン・クルーズ - 土・日曜日 16:30 - 17:00（2012年11月24日 - 2013年2月3日）、17:00 - 17:30（2013年2月9日 - 5月25日）[100]
- 天才学級アント・ファーム - 土・日曜日 16:30 - 17:00（2013年2月9日 - 2014年7月19日）、17:30 - 18:00（2014年7月20日 - 2016年1月16日）
- オースティン & アリー - 土・日曜日 17:00 - 17:30（2013年5月26日 - 2015年2月14日）、月 - 金曜日 18:00 - 18:30（2014年10月14日 - 2016年10月14日）
- ブログ犬 スタン - 土・日曜日 16:30 - 17:00（2014年7月20日 - 2017年2月26日・4月1日 - 22日）、土曜日 16:30 - 17:00（2017年3月4日 - 25日）、日曜日 16:33 - 17:00（2017年3月5日 - 26日）、月 - 金曜日 18:30 - 19:00（2016年11月21日 - 2017年3月17日・4月13日 - 6月12日）、火 - 木曜日 18:30 - 19:00（2018年5月8日 - 10月18日）、土・日曜日 16:00 - 16:00（2019年7月28日 - 2020年3月29日）
- うわさのツインズ リブとマディ - 土・日曜日 17:00 - 17:30（2015年2月15日 - 2017年5月28日）、月 - 金曜日 18:30 - 19:00（2017年6月13日 - 7月21日）、火 - 金曜日 18:30 - 19:00（2017年7月24日 - 9月1日）、火 - 木曜日 18:30 - 19:00（2017年9月5日 - 10月3日・11月7日 - 2018年4月3日・2019年12月10日 - 2020年3月19日）、土・日曜日 16:00 - 16:30（2018年10月27日 - 2019年6月9日）
- リブとマディ in カリフォルニア - 火 - 木曜日 18:30 - 19:00（2017年10月4日 - 11月2日・2018年4月4日 - 5月3日）、土・日曜日 16:00 - 16:30（2019年6月15日 - 7月27日）
- ガール・ミーツ・ワールド - 土・日曜日 17:30 - 18:00（2015年12月20日・2016年1月23日 - 2018年2月4日）、日曜日 19:00 - 20:00（2019年1月6日 - 8月18日）
- やってないってば! - 月 - 金曜日 18:30 - 19:00（2017年3月20日 - 4月12日）、土・日曜日 17:30 - 18:00（2018年2月10日 - 10月21日）、火 - 木曜日 18:30 - 19:00（2018年10月23日 - 2019年1月22日）[101]
- ティーン・スパイ K.C. - 土・日曜日 17:00 - 17:30（2017年6月3日 - 2019年2月3日）、火 - 木曜日 18:30 - 19:00（2019年1月23日 - 8月1日）、土曜日 17:00 - 17:30（2019年2月9日 - 3月9日）、土・日曜日 16:30 - 17:00（2019年3月16日 - 8月18日）
- キャンプ・キキワカ - 土・日曜日 16:30 - 17:00（2018年4月21日 - 2019年3月10日）、火 - 木曜日 18:30 - 19:00（2019年9月3日 - 2019年11月28日）
- アンディ・マック - 土曜日 19:30 - 20:00（2018年5月12日 - 7月28日）、金曜日 18:30 - 19:00（2018年9月7日 - 11月30日）
- ハーレーはド真ん中 - 土曜日 19:30 - 20:00（2018年8月4日 - 12月1日）、金曜日 18:30 - 19:00（2018年12月7日 - 2019年4月5日）、土・日曜日16:30 - 17:00（2019年8月24日 - 10月20日）
- レイブンのウチはチョー大変! - 土曜日 19:30 - 20:00（2018年12月8日 - 2019年3月2日）、金曜日 18:30 - 19:00（2019年4月12日 - 7月5日）、水曜日 20:00 - 21:00（2019年10月2日 - 11月13日）
- いつだってベストフレンド - 土曜日 19:30 - 20:00（2019年3月9日 - 9月14日）[102]

#### ディズニーアニメ
- ミッキーマウス クラブハウス
- ミニーのリボンショー（Dlifeアプリのみ配信）
- フィニアスとファーブ
- スティッチ![103]（Dlifeアプリのみ配信）
- ジェイクとネバーランドのかいぞくたち - 月曜日 - 金曜日 17:00 - 17:30（2013年1月7日 - 2017年1月6日）、月曜日 - 木曜日 17:00 - 17:30（2017年1月10日 - 8月4日・9月11日 - 12月22日・2018年1月8日 - 2月5日）、月曜日 - 金曜日 7:00 - 7:30（2017年12月25日 - 2018年1月5日）、月曜日 - 木曜日 7:00 - 7:30（2019年10月28日 - 2020年3月27日）
- キャプテン・ジェイクとネバーランドのかいぞくたち - 月曜日 - 木曜日 17:00 - 17:30（2017年8月7日 - 9月8日・2018年2月6日 - 3月16日）、月曜日 - 金曜日 8:00 - 8:30（2018年7月23日 - 8月17日）
- リロ・アンド・スティッチ ザ・シリーズ
- ラマだった王様 学校へ行こう!
- おたすけマニー
- きんきゅうしゅつどう隊 OSO（ディズニージュニアで放送中）
- ジャングル・ジャンクション（ディズニージュニアで放送中）
- ザ・リプレイス 大人とりかえ作戦
- バニータウン
- リトル・アインシュタイン（ディズニージュニアで放送中）
- みんなのヒーロー 〜ヒグリータウンのなかまたち〜（ディズニージュニアで放送中）
- スタンリー（ディズニージュニアで放送中）
- キム・ポッシブル
- スイチュー! フレンズ
- ちいさなプリンセス ソフィア - 土曜日　8:30 - 9:00 (2013年10月5日 - 2014年3月15日)、土・日曜日 8:00 - 8:30（2014年3月22日 - 2017年7月16日・2018年10月6日 - 2020年3月29日）、月曜日 - 金曜日 16:30 - 17:00（2016年9月5日 - 2018年1月4日・3月19日 - 4月6日）、土・日曜日 8:03 - 8:30（2017年3月25日 - 4月9日）、土・日曜日 7:00 - 7:30（2017年7月22日 - 9月30日）、金曜日 16:30 - 17:00（2018年1月12日 - 3月16日・4月13日 - 7月6日）、月曜日 - 金曜日 16:00 - 16:30（2018年7月23日 - 9月28日）、月曜日 - 木曜日 16:00 - 16:30（2018年10月1日 - 2020年3月5日）（Dlifeアプリでも配信）
- アラジンの大冒険 - 日曜日 8:30 - 9:00(2013年10月6日 - 2014年3月16日)
- リトル・マーメイド - 土・日曜日 7:30 - 8:00 (2013年10月5日 - 2015年12月27日)、土曜日 8:30 - 9:00（2016年1月9日 - 2016年9月3日）
- オズワルド ザ・ラッキー・ラビット 日曜日　20:35 - 21:00(2013年10月20日)
- 新くまのプーさん - 月 - 金曜日 16:30 - 17:00 (2014年1月14日 - 3月14日)、土・日曜日 8:30 - 9:00（2014年4月5日 - 2014年11月23日)、土曜日　8:30 - 9:00 (2014年11月29日 - 2015年12月26日)
- ミッキーマウス! - 日曜日 18:00 - 18:05（2014年2月16日 - 2015年3月15日）、金曜日 17:56 - 18:00（2015年3月20日 - 2018年10月26日・2018年12月7日 - 2020年3月27日）、毎日 17:55 - 18:00（2018年11月1日 - 30日）、日曜日 17:30 - 18:00（2018年11月18日）（Dlifeアプリでも配信）
- ディズニー・コメディ・タイム - 日曜日 8:30 - 9:00（2014年11月30日- 2017年7月16日）
- ドックはおもちゃドクター - 月曜日 - 金曜日 7:00 - 7:30（2015年4月6日 - 2016年9月30日）、月曜日 - 金曜日 16:00 - 16:30（2016年10月3日 - 2017年7月21日）、日曜日 8:00 - 8:30（2017年11月5日 - 2018年 7月22日）、月曜日 - 木曜日 16:30 - 17:00（2018年1月8日 - 3月15日・4月9日 - 8月9日・10月15日 - 2019年4月5日、2019年5月27日-10月24日）、土・日曜日 8:00 - 8:30（2018年7月28日 - 9月30日) 、土曜日 7:30 - 8:00（2018年10月6日 - 2019年6月1日)
- ドックのおもちゃびょういん - 月曜日 - 木曜日 16:30 - 17:00（2018年8月13日 - 10月11日、2019年4月8日-5月23日）、土曜日 7:30 - 8:00（2019年6月8日 - 2020年2月8日）
- ツムツム - 日曜日 18:00 - 18:05（2015年3月22日 - 2019年5月26日）、日曜日 18:57 - 19:00（2019年6月2日 - 2020年3月29日）、日曜日 24:55 - 25:00（2015年3月22日 - 2018年9月30日）、月曜日 21:55 - 22:00（2015年3月23日 - 2020年2月17日）（Dlifeアプリでも配信）
- ピクサー・ショート・フィルム - 月曜日　- 金曜日　18:00 - 18:06(2015年7月13日-2015年7月17日・2016年3月7日　- 2016年3月10日)、18:00 - 18:30(2015年7月18日・2016年3月11日)、16:00 - 16:30(2015年7月20日)、17:00 - 17:30(2015年8月16日)、毎日　17:00 - 17:06(2018年3月5日 - 2018年3月16日・8月6日 - 8月11日)、17:30 - 18:00(2018年3月17日)、17:00 - 18:00(2018年8月12日)
- トイ・ストーリー・トゥーン -  18:30 - 19:00(2015年7月18日)、16:30 - 17:00(2015年7月20日)、18:00 - 18:30(2016年3月18日・2016年7月16日)、毎日　19:45 - 20:00(2017年7月7日 - 7月9日)、17:00 - 17:30(2018年3月17日)
- カーズトゥーン メーターの世界つくり話 - 月曜日 17:54 - 18:00（2015年9月7日 - 2019年9月30日）
- 怪奇ゾーン グラビティフォールズ - 土・日曜日 16:00 - 16:30（2015年11月1日 - 2017年2月26日・4月1日 - 10月15日）、土曜日 16:00 - 16:30（2017年3月4日 - 25日）、日曜日 16:06 - 16:33（2017年3月5日 - 26日）、月曜日 - 金曜日 18:30 - 19:00（2016年8月1日 - 9月2日、12月26日 - 2017年1月7日）、月曜日 - 木曜日 17:30 - 18:00（2017年10月23日 - 3月15日）、日曜日 18:00 - 18:30（2019年1月6日 - 2020年3月29日)
- チップとデールの大作戦 - 土・日曜日 7:30 - 8:00（2016年1月9日 - 7月31日）、月曜日 - 金曜日 16:00 - 16:30（2016年3月21日 - 4月8日）、月曜日 - 金曜日 8:00 - 8:30（2016年7月18日 - 9月2日）、土曜日 7:30 - 8:00（2016年8月7日 - 2016年9月3日）、土曜日 8:30 - 9:00（2016年9月10日 - 2017年1月7日）[104]（Dlifeアプリのみ配信）
- プーさんといっしょ - 日曜日 7:30 - 8:00（2016年8月7日 - 2017年1月8日）、土曜日 8:30 - 9:00（2017年1月14日 - 7月15日）、月曜日 - 金曜日 16:00 - 16:30（2017年7月24日 - 12月22日）、月曜日 - 金曜日 8:00 - 8:30（2017年12月25日 - 2018年1月5日）、月曜日 - 金曜日 7:30 - 8:00（2018年1月8日 - 3月16日・4月9日 - 2020年2月29日）、月曜日 - 木曜日 7:30 - 8:00（2018年3月19日 - 4月5日）
- ハイ・ホー7D - 土曜日 7:30 - 8:00（2016年9月10日 - 2017年7月15日）、月曜日 - 金曜日 16:00 - 16:30（2017年12月25日 - 2018年3月16日・4月9日 - 5月14日）、日曜日 7:30 - 8:00（2018年7月1日 - 2019年4月28日）
- ライオン・ガード - 金曜日 17:00 - 17:30（2017年1月13日 - 7月21日）、日曜日 7:30 - 8:00（2017年1月15日 - 7月16日）、日曜日 8:00 - 8:30（2017年7月23日 - 10月29日）、月曜日 - 木曜日 17:00 - 17:30（2018年3月19日 - 2020年3月20日）
- LEGO アナと雪の女王 オーロラの輝き - 日曜日 16:00 - 16:06（2017年3月5日 - 26日）、日曜日 18:05 - 18:30（2017年4月9日）、日曜日 19:45 - 20:10（2018年2月25日）
- アバローのプリンセス エレナ - 日曜日 8:30 - 9:00（2017年7月23日 - 2020年3月15日）、金曜日 17:00 - 17:30（2017年7月28日 - 12月22日・2018年1月12日 - 2020年3月13日）、月曜日 - 金曜日 17:00 - 17:30（2017年12月25日 - 2018年1月4日）
- ピクルスとピーナッツ - 土曜日 18:30 - 19:00（2017年8月12日 - 2019年12月14日）（ディズニーXD製作）
- ラプンツェル コロナ王国のひとコマ - 日曜日 18:00 - 18:05（2017年8月20日 -　9月10日）、月曜日 21:56 - 22:00（2017年8月21日 - 9月11日）
- ラプンツェル ザ・シリーズ - 金曜日 17:30 - 17:56（2017年9月22日 - 2020年3月13日）、土曜日 19:00 - 19:30（2017年9月23日 - 2020年2月8日）、金曜日 17:35 - 18:00（2018年1月5日）
- マイルズのトゥモローランドだいさくせん - 月曜日 17:27 - 17:54（2018年3月19日 - 2019年9月30日）、月曜日 17:30 - 17:57（2019年10月7日 - 2020年3月23日）
- 悪魔バスター★スター・バタフライ - 金曜日 18:00 - 18:30（2018年3月23日 - 2020年3月27日）、日曜日 18:30 - 18:57（2019年6月2日 - 2020年3月29日）
- おとぎのもりのゴールディとベア - 金曜日 16:30 - 17:00（2018年7月13日 - 2019年7月19日）、月曜日 - 金曜日 7:30 - 8:00（2019年7月22日 - 2020年3月27日）
- ミッキーマウスとロードレーサーズ - 金曜日 16:00 - 16:30（2018年10月5日 - 2020年3月27日）
- ベイマックス ザ・シリーズ - 土曜日 17:30 - 18:00（2018年11月17日 - 2020年3月28日）
- マイロ・マーフィーの法則 - 日曜日 17:00 - 17:30（2019年2月10日 - 2020年2月23日）
- ダックテイルズ - 土曜日 17:00 - 17:30（2019年3月16日 - 2020年3月28日）
- パグ・パグ・アドベンチャー - 金曜日 16:30 - 17:00（2019年7月26日 - 2020年3月27日)
- ベイマックス・ザ・シリーズ　ショーツ - 月曜日 17:57 - 18:00（2019年10月7日 - 2020年3月23日）

### 映画番組

#### Dlife CINEMA
Dlife CINEMA（ディーライフ シネマ）は、2012年3月17日から、Dlifeで放送されている映画番組。最初に放送されたのは映画「ドリームガールズ」（2012年3月17日 18:30 - 21:00）で、開局特別編成「スパークリング プレミア 2Days」枠で放送された。以前は不定期だったが、2015年度以降は、毎週土曜日に放送されている。2019年8月17日の放送分をもって終了し、7年間の歴史に幕を閉じた。最後に放送されたのは映画「ラッシュアワー2」（2019年8月17日 20:00 - 22:00）である。

##### Dlife CINEMAで日本初放送を迎えた作品
- オクテな僕のラブ・レッスン - 2012年12月25日 21:00 - 23:00
- フェイク・フィアンセ - 2013年1月19日 27:00 - 29:00
- ディズニー映画の名曲を作った兄弟:シャーマン・ブラザーズ - 2014年3月22日 24:00 - 26:00

##### その他の洋画
- ラッシュアワー
- ラッシュアワー2

#### ワンダフル・ワールド・オブ・ディズニー
ワンダフル・ワールド・オブ・ディズニー（The Wonderful World of Disney）は、ディズニーの映画を専門に放送する映画番組。2012年3月24日放送開始。最初に放送されたのは映画「魔法にかけられて」（2012年3月24日 19:00 - 21:00）である。以前は不定期だったが、2013年度以降は、毎週日曜日に放送されている。2019年12月15日の放送分をもって終了し、7年間の歴史に幕を閉じた。最後に放送されたのは映画「ディセンダント3」（2019年12月15日 18:00 - 20:00）である。

#### 放送された作品
- ディセンダント
- ディセンダント2
- ディセンダント3

#### ワンダフル・ワールド・オブ・ディズニーで日本初放送を迎えた作品
- ラプンツェル　あたらしい冒険 - 2017年5月14日 18:05 - 19:30[105]

### その他の番組
- Disney Store STYLE on TV - 毎週月曜日 22:54 - 23:00（2012年3月19日 - 9月24日）、毎週土曜日 24:54 - 25:00（2012年3月24日 - 9月29日）
- ニュースの深層（テレビ朝日制作、テレ朝チャンネル2向けの番組、2012年4月のみ）
- テレメンタリー（テレビ朝日系列局制作）
- News Access（BS朝日とテレ朝チャンネル2同時放送。BS朝日での放送がない場合はCMに差し替え、Dlifeでは2013年3月終了）
- ショップチャンネル お買い物エンターテイメント - 毎日 26:00 - 28:00（2012年3月18日 - 9月30日）、毎日 15:00 - 16:00・26:00 - 27:00（2012年10月1日 - 2013年3月31日）、毎日 15:00 - 16:00（2013年4月1日 - ）、土曜日・日曜日 6:00 - 7:00（2013年4月6日 - 2015年3月29日）
- 住人十色 - 毎週火曜日 19:00 - 19:30&日曜日 9:30 - 10:00（MBS製作、2015年4月7日 - 、日曜も16年4月3日 - 7月3日、字幕放送なし）
- エンカメ - 毎週火曜日 19:30 - 20:00（ABCテレビ製作、2015年10月6日 - 16年3月26日）
- バックパッカー - 毎週火曜日 19:30 - 20:00→土曜日 9:30 - 10:00（テレビ新潟製作、2015年5月3日 - 10月29日）
- CM INDEX - （現在は地上波独立局、BSよしもとで放送。）
- 週刊ひかりTV - 毎週水曜日 20:54 - 21:00（2012年4月4日 - 2013年3月27日）
- エディオンショッピング - 毎週土曜日 11:00 - 11:30（2012年5月5日 - 2013年3月30日）
- フロリダディズニーリゾートotona旅 - Disneymobile提供。
- ブリティッシュベイクオフ - 毎週月曜日 20:00~21:00、毎週火曜日 19:00~20:00(BBC製作、シーズン8からはChannel 4製作)(シーズン8はDlifeでは未放送)
- インフォメーションとして放送される通販番組
  - エスプリラインテレビショッピング
  - ダイレクトテレショップ
  - ジャパネットたかたテレビショッピング
  - ショップジャパン
  - 通販番組は新聞紙面のテレビ欄では日刊編集センター→日刊スポーツPRESS配信のものを使用している場合、「買物」ではなく「情報」と表記されている。

### 特別編成

#### スパークリング プレミア 2Days
Dlife開局特別編成「スパークリング プレミア 2Days」（ディーライフかいきょくとくべつへんせい「スパークリング プレミア ツーデイズ」）は、2012年3月17日18:00 - 22:00（JST）と3月18日9:00 - 19:00（JST）にかけて編成されたDlife開局第一号の編成かつ、開局記念番組である。また、2012年3月17日18:00 - 18:30に放送された「スパークリング プレミア 2Days グランド オープニング」は、開局第一号の番組である。当該編成については放送開始当日と翌日のプログラムを参照。
グランドオープニングでは、後述の出演者がDlifeや、今後放送される番組の紹介、番組の合間にも、その番組に関するコメントが挿入された。

##### 出演
- 司会 : 雨宮塔子[106]
- ゲスト : SHIHO[106]、芦名星[106]、劇団ひとり[106]

#### オール アバウト リベンジ ナイト
Dlifeスペシャル オール アバウト リベンジ ナイトは、2012年6月23日に編成された「リベンジ」のための特別編成である。

#### SMASHグランドオープニング
SMASHグランドオープニングは、2012年11月3日に編成されたSMASHの特別編成である。

#### Dlifeニューイヤー ドラマ デ オールナイト
特別編成 Dlifeニューイヤー ドラマ デ オールナイト（とくべつへんせい ディーライフ ドラマ デ オールナイト、Dlife New Year ドラマ デ オールナイトとも）とは、2012年12月31日23:55 - 2013年1月1日8:30（JST）にかけてDlifeで放送された年末年始特別編成である。

##### 概略
川平慈英が司会を務め、これから放送されるドラマの先行放送を2本流し、過去に放送したドラマの中から選りすぐりのエピソードを8本放送した。
また、ドラマとの合間には、ドラマの予告や、そのドラマに纏わるエピソードが挿入され、25万8千円分のJCBギフトカードや、海外ドラマのDVDボックスを賞品とした懸賞の告知も行われた。

##### 特別編成とその前後の番組
この編成で放送された番組は以下の表のとおりである
。
| 時刻  | 2012年12月31日のタイトル | 備考 |
| ----- | --- | --- |
| 22:00 | プリティ・リトル・ライアーズ シーズン2 第二十話                                                                              | |
| 23:00 | ヴェロニカ・マーズ シーズン2 第二十話                                                                                        | |
| 23:55 | Dlifeニューイヤー ドラマ・デ・オールナイト                                                                                   | |
| 24:00 | ハリーズ・ロー 裏通り法律事務所 第一話                                                                                       | 2013年2月11日22:00から放送開始の先行放送                                                                                     |
| 1:00  | NCIS ネイビー犯罪捜査班 シーズン2 第一話                                                                                     | 2013年1月12日23:00から放送開始の先行放送                                                                                     |
| 2:00  | コールドケース 迷宮事件簿 シーズン2 第六話                                                                                   | |
| 2:50  | BONES -骨は語る- シーズン1 第九話                                                                                            | |
| 3:40  | クリミナル・マインド/ FBI vs. 異常犯罪 シーズン1 第十四話                                                                    | |
| 4:30  | LAW & ORDER:クリミナル・インテント シーズン1 第八話                                                                          | 字幕版 |
| 5:15  | LAW & ORDER:性犯罪特捜班 シーズン1 第八話                                                                                    | 字幕版 |
| 時刻  | 2013年1月1日のタイトル | 備考 |
| 6:00  | バーン・ノーティス シーズン2 第七話                                                                                          | |
| 6:50  | 私はラブ・リーガル シーズン1 第四話                                                                                          | |
| 7:40  | ゴースト 〜天国からのささやき シーズン2 第八話                                                                               | |
| 8:30  | インフォメーション | |
| 9:00  | グレイズ・アナトミー シーズン2 第六話                                                                                        | |
| 注釈  | 字幕版を除き、二ヶ国語放送か日本語のみの放送、背景色がピンクの個所は特別編成「Dlifeニューイヤー ドラマ・デ・オールナイト」枠 | 字幕版を除き、二ヶ国語放送か日本語のみの放送、背景色がピンクの個所は特別編成「Dlifeニューイヤー ドラマ・デ・オールナイト」枠 |

公式サイト
- Dlifeニューイヤー ドラマ デ オールナイトホームページ[リンク切れ]

#### リベンジ サタデー
リベンジ サタデーは、2013年2月2日から3月9日にかけて放送された特別編成である。

#### リベンジウィーク 沈没への序章
特別編成 「リベンジウィーク 沈没への序章」は、2013年6月10日から6月15日にかけて放送された特別編成である。

#### ドラマ・デ・オータムナイト
特別編成「Dlife ドラマ・デ・オータムナイト」（とくべつへんせい でぃーらいふ - ）とは、2013年10月14日18:00 - 24:00（JST）にかけて、Dlifeで放送された特別編成である。
別所哲也が司会を務め、ゲストの沖直実とともに出演し、これから放送されるドラマの魅力をそれぞれの視点で紹介し、前シリーズの最終話を二本、先行放送を四本放送された。
また、25万8千円分のJCBギフトカードなどを賞品とした懸賞の告知も行われた。

##### 当該編成とその前後の番組
この編成で放送された番組は以下の表のとおりである。
| 時刻  | 2013年10月14日のタイトル                                                                                           | 備考 |
| ----- | --- | --- |
| 17:00 | フィニアスとファーブ 第九話                                                                                        | |
| 17:30 | シェキラ! 第三十四話                                                                                               | |
| 18    | SMASH 第一シーズン最終話                                                                                           | 番組本編と第二シーズンの見どころ                                                                                   |
| 19    | プリティ・リトル・ライアーズ 第二シーズン最終話                                                                    | 番組本編と第三シーズンの見どころ                                                                                   |
| 20    | SUITS/スーツ 第一話                                                                                                | 2013年11月19日23:00から放送開始の先行放送                                                                          |
| 21    | コバート・アフェア 第一話                                                                                          | 2013年12月20日21:00から放送開始の先行放送                                                                          |
| 22    | NCIS ネイビー犯罪捜査班 第三シーズン第一話                                                                         | 2013年12月2日22:00から放送開始の先行放送                                                                           |
| 23    | アンダー・ザ・ドーム 第一話                                                                                        | 2013年10月18日23:00から放送開始の先行放送 字幕版                                                                   |
| 24    | ホワイトカラー シーズン2 第九話                                                                                    | 字幕版 |
| 注釈  | 字幕版を除き、二ヶ国語放送か日本語のみの放送、背景色がピンクの個所は特別編成「Dlife ドラマ・デ・オータムナイト」枠 | 字幕版を除き、二ヶ国語放送か日本語のみの放送、背景色がピンクの個所は特別編成「Dlife ドラマ・デ・オータムナイト」枠 |

公式サイト
- 特別編成「Dlife ドラマ・デ・オータムナイト」ホームページ[リンク切れ]

#### DISNEYTIME 冬休み特別編成
2013年12月24日から2014年1月10日まで（1月1日から3日を除く）放送された特別編成。
| 時刻 | 冬休み特別編成             | 通常版                            |
| ---- | -------------------------- | --------------------------------- |
| 4:00 | ちいさなプリンセスソフィア | リロアンドスティッチ ザ・シリーズ |
| 4:30 | ミッキーマウスクラブハウス | ミッキーマウスクラブハウス        |
| 5:00 | スイチューフレンズ         | フィニアスとファーブ              |
| 5:30 | フィニアスとファーブ       | シェキラ!                         |
| 6:00 | スティッチ!                | 恋するマンハッタン                |
| 6:30 | シェキラ!                  | インフォメーション                |
| 7:00 | オースティン&アリー        | BBCワールドニュース               |

#### 72時間 ノンストップTV
特別編成「Dlife 72時間 ノンストップTV」（とくべつへんせい でぃーらいふ ななじゅうにじかん - てぃーぶい）は2013年12月31日23:55から2014年1月3日24:00まで（いずれもJST）放送された特別編成。
これから放送される予定のドラマを先行放送した「初見せ!初モノ7」と過去に放送されたドラマの中からえりすぐりのエピソードを再放送する「朝まで傑作選8」を軸に、日中は『フレンズ』を、午後から夜にかけて『ホワイトカラー』（2014年1月1日のみ）、『SUITS/スーツ』（2014年1月2日、3日）を集中放送した。
司会をSHELLYが務め、ドラマとの合間には、放送予告や、ドラマに纏わるエピソードが挿入され、JCBギフトカードや、海外ドラマのDVDボックスなどを賞品としたクイズ形式の懸賞の告知も行われた。
公式サイト
- 年末年始もDlife！ Dlife 72時間 ノンストップTV[リンク切れ]
- Dlife 72時間 ノンストップTVの放送スケジュール[リンク切れ]

#### 新春!ドラマラソン
特別編成「新春!ドラマラソン」（とくべつへんせい しんしゅん どらまらそん）は2018年1月1日から1月4日まで（いずれもJST）放送された特別編成。
朝と夕方に小休止を挟みながら、編成の開始からブラックリストを三夜かけて深夜に一挙放送し、昼間にマーベル エージェント・カーターシーズン2（2018年1月1日）、マクガイバー（2018年1月2日）、SUITS/スーツシーズン3（2018年1月3日）の傑作選を、夜にはスコーピオンの集中放送（2018年1月1日）、Hawaii Five-0（2018年1月2日）、BONES -骨は語る-シーズン11（2018年1月3日）の傑作選が放送された。また、シェイズ・オブ・ブルー ブルックリン警察の第一話の先行放送も1月1日と2日に行われた。

## 特記事項
- 一部の番組とステーションブレイクを除き、多くの番組で字幕放送を実施している。開局当初は他局でも放送している通販番組でも一部を除き独自に実施していた。ただし、地上波での制作社では実施していた番組であってもDlifeでは実施しないものもある。
  - EPGではキー局系BSとは異なり、「[字]」の記号は字幕放送実施番組ではなく、海外ドラマを字幕スーパーで放送する番組に付けられている。
  - 7時台・16時台・17時台の一部番組では、2言語の字幕放送を行っている。字幕機能の設定を「第1言語」にすると日本語の字幕を、「第2言語」設定にすると英語の字幕を表示することができる。2か国語放送も行われており、英語の勉強にも利用することができる。2言語の字幕放送を行うのは日本の無料局では極めて珍しい。
- 緊急地震速報・津波警報などの災害テロップの速やかな実施を徹底しており、特に緊急地震速報については、字幕放送データを放送画面への表示と同時に送信し、デジタル放送特有の遅延対策を行なっている。なおテロップの見た目はNHK(違う点は日本地図無しと英語標記ありなど。)に似ている。
- 提供クレジットでは、画面上部の「提供」表示がなく、スポンサーの名称のみが表示される（BSフジも同様）。
  - 提供クレジット（提供ベース）はDlife独自のものが流れる。地上波で放送した番組で制作社による提供ベースが存在しスポンサーがある場合でも独自の提供ベースに差し替えられる（スポンサーがない場合は差し替えなし）。
- ケーブルテレビ局ではほとんどはBS周波数帯での再配信であるが、J:COMがJCNとの経営統合が行われるようになった2012年末以後は、一部のBS領域の配信地域を除きCS帯を利用した配信をしている局が多い[119]。
- 無料民放BS局で唯一、スポーツ中継を一切放送していないが、2019年2月10日よりDlife初のスポーツ情報番組「クロスオーバー」の放送を開始した[120]。Dlifeの閉局に伴い、2020年4月からはBSフジでの放送に移行した[121]。
- 同局での生放送番組はNews Access（テレビ朝日制作）やショップチャンネル お買い物エンターテイメント（ジュピターショップチャンネル制作）など、ごく一部に限られていた。なお、2016年12月31日に自社制作としては同局初の生放送として「ディズニー・オン・クラシック ～ジルベスター・コンサート 2016/2017」を予定していたが[122]、放送システムの不具合発生を理由に急遽中止している（中継困難時の対応用として、予め事前に収録した前日の同公演の模様を代わりに放送した）[123]。なお、中継するはずだった当日の模様は2017年1月1日18:00と2月5日18:05から録画で放送した[123][124]。
- 同局はリモコンキーIDの設定がないため視聴の際は電子番組表（EPG）で選局するか3桁のチャンネル「258」を入力するか順送り（逆送り）ボタンにより選局する必要があった（ただし、受信機の設定メニューから手動で選局ボタンを設定することができる）。
- 同局ではリモコンキーIDの設定がないことを受けて開局当初、専用のリモコンをセブン&アイグループ（セブン-イレブン、イトーヨーカドー、西武百貨店、そごうなど）の店頭で無料で配布した[125]。